# Kraftwerksgruppe Reißeck-Kreuzeck

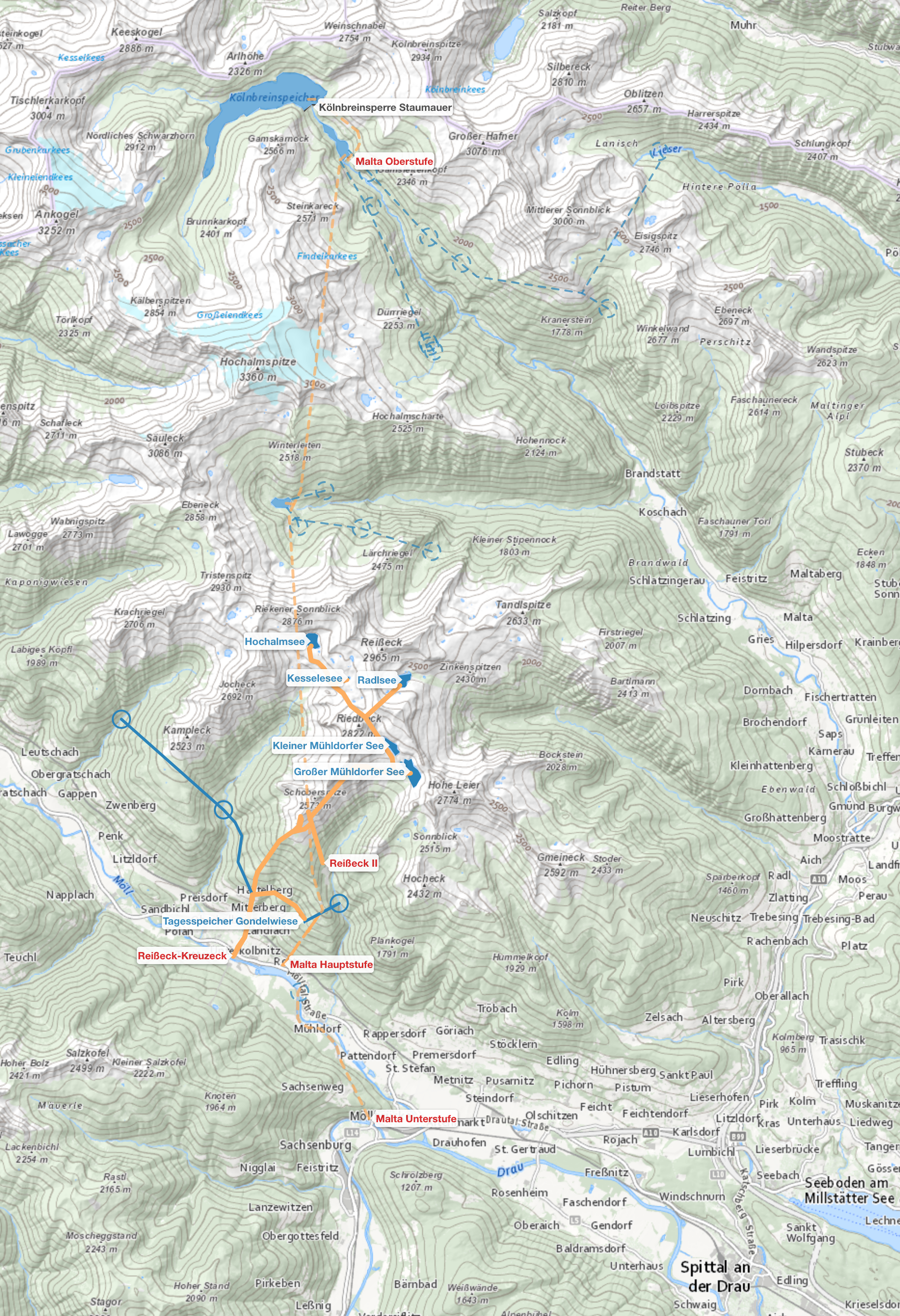
Lageplan: Talsperren; Kraftwerke; Triebwasserwege; Beileitungen (Maltakraftwerke strichliert, Kreuzeckseite und Kleinkraftwerke fehlen)

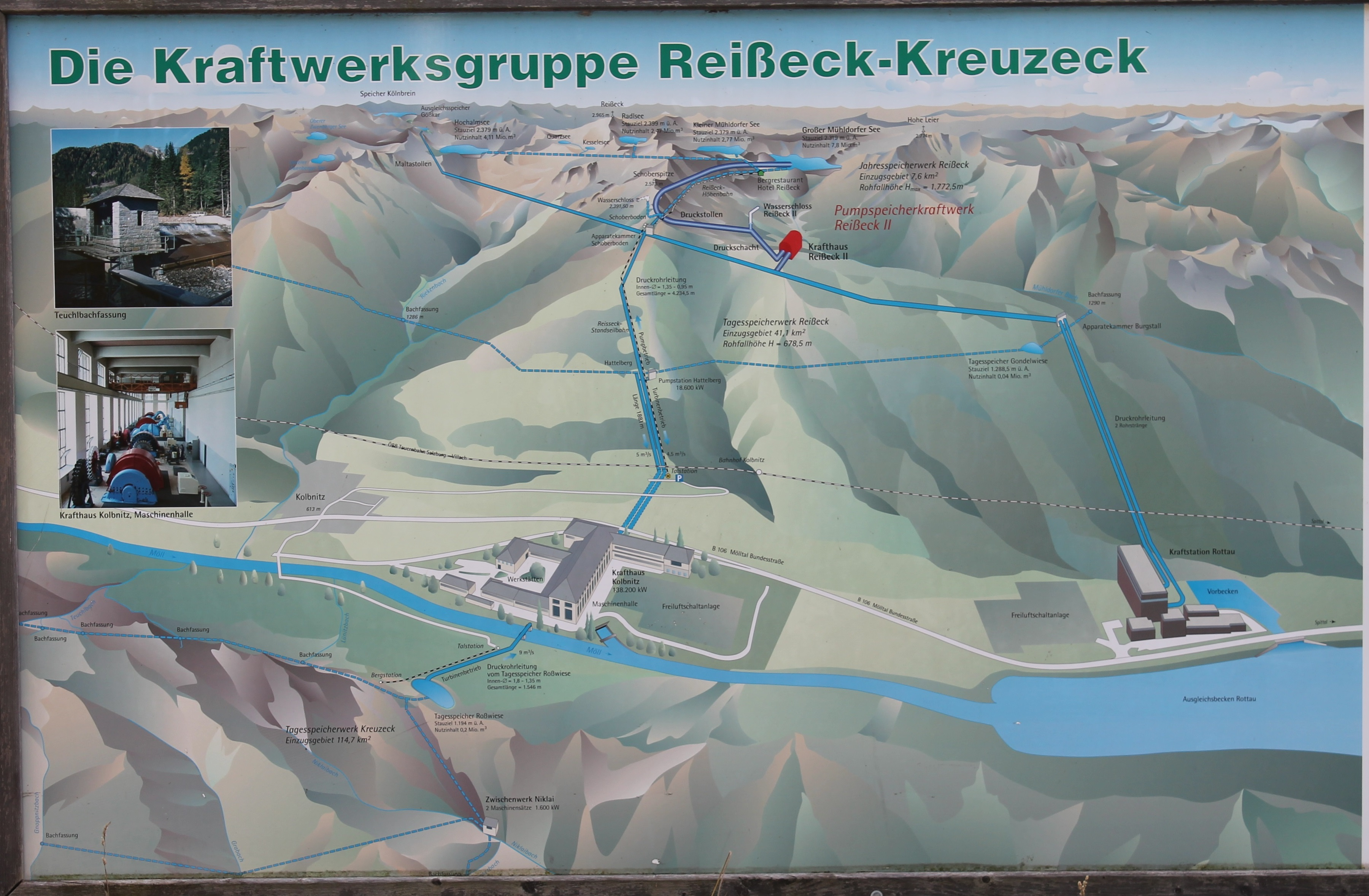
Schema der Kraftwerksgruppe Reißeck-Kreuzeck mit der Erweiterung Reißeck II

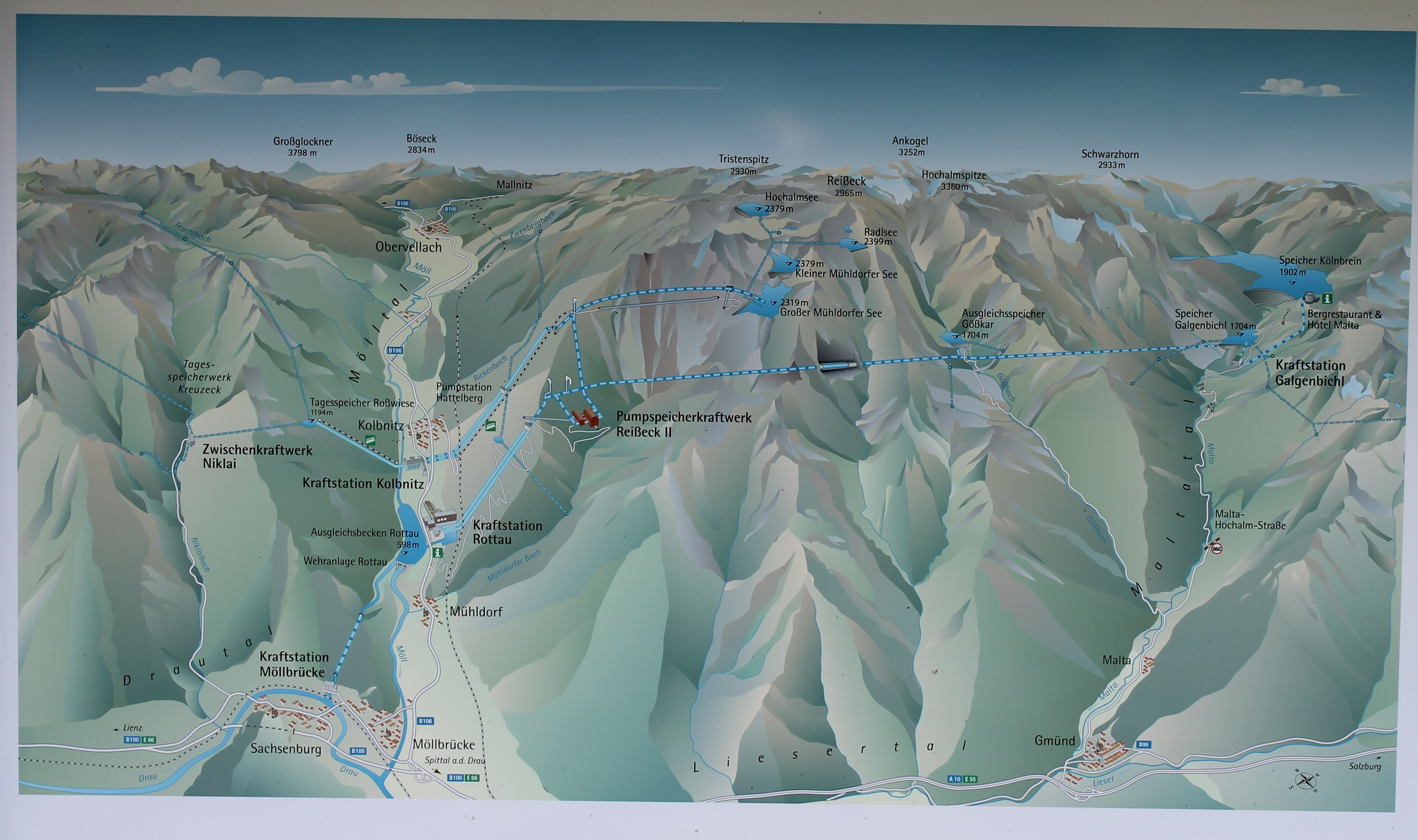
Schema der Kraftwerksgruppen Reißeck-Kreuzeck und Malta mit Reißeck II als Verbindung

Die Kraftwerksgruppe Reißeck-Kreuzeck ist ein Komplex von Wasserkraftanlagen der Verbund AG im österreichischen Bundesland Kärnten, bestehend aus den Stausee-Gruppen Reißeck Jahresspeicher, Reißeck Tagesspeicher und Kreuzeck Tagesspeicher sowie verschiedenen Krafthäusern und Pumpwerken in Reißeck, Mühldorf, Nigglai in Sachsenburg und Steinfeld.
Inzwischen ist die Kraftwerksgruppe Reißeck-Kreuzeck gemeinsam mit den Maltakraftwerken in der Kraftwerksgruppe Malta-Reißeck aufgegangen, der leistungsstärksten Kraftwerksgruppe Österreichs. Durch den Bau der Erweiterung Reißeck II sind die beiden Systeme seit 2016 auch hydraulisch verbunden, seit 2021 wird die Anlage mit Reißeck II plus weiter vergrößert.

## Geschichte

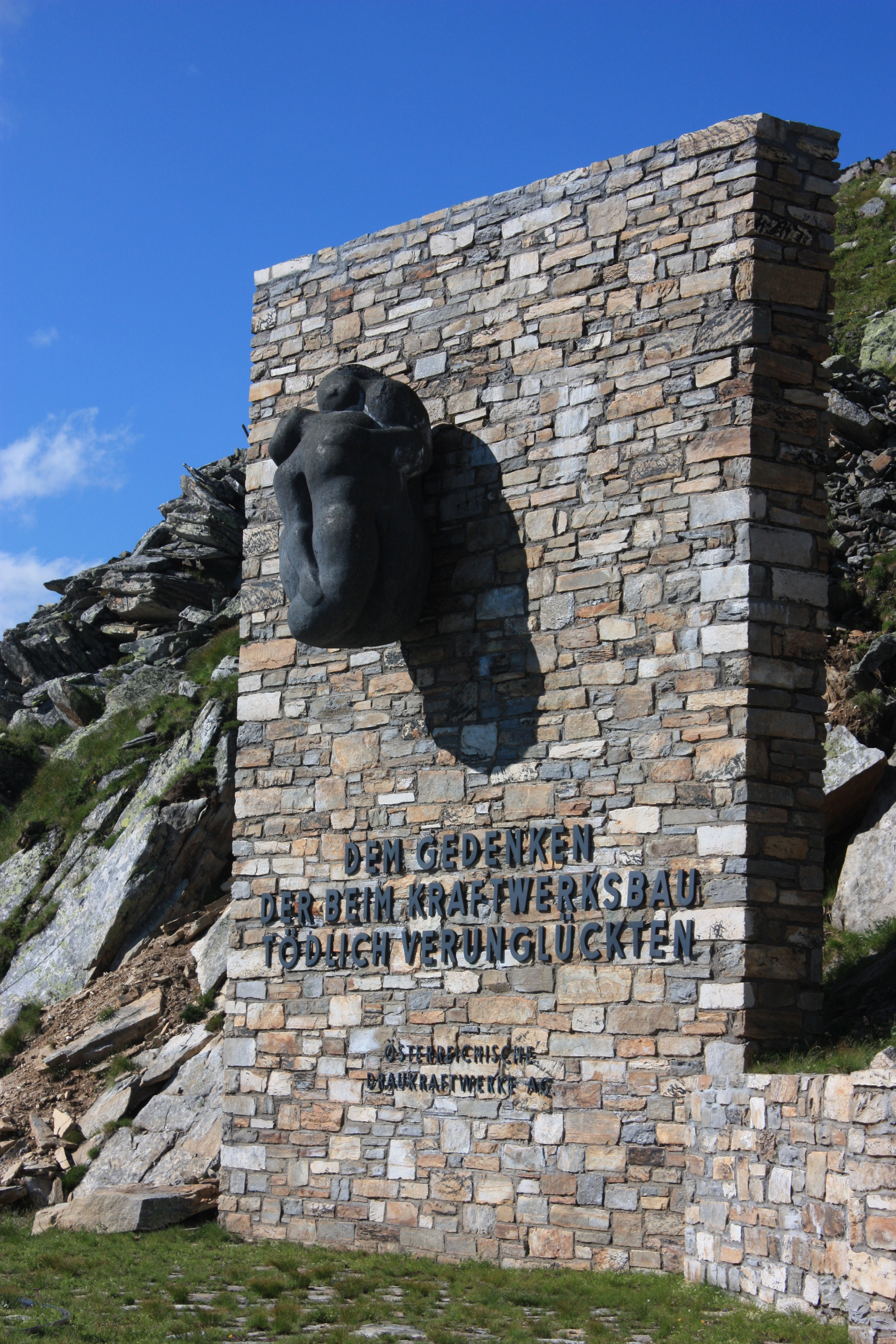
Skulptur Dem Gedenken der beim Kraftwerksbau tödlich Verunglückten am Schoberboden (2008)

Die Kraftwerksgruppe Reißeck-Kreuzeck gehört ebenso wie das Kraftwerk Kaprun zu den Pionierbauten der österreichischen Energiewirtschaft. 1922 begann der Bau des Kraftwerks Mühldorf, 1924 folgte Steinfeld. Die Errichtung weiterer geplanter Kraftwerke verzögerte sich wegen der schlechten wirtschaftlichen Lage und der zunehmenden Bedeutung der Kohle zur Stromerzeugung. Erst mit dem Anschluss Österreichs wurde die Wasserkraft im Hinblick auf die energieintensive Rüstungsindustrie wieder attraktiv. Anders als beim Kraftwerk Kaprun wurde der Bau des Speicherkraftwerks Reißeck-Kreuzeck erst nach dem Zweiten Weltkrieg begonnen.

### Reißeck I
Der Baubeschluss erfolgte im Mai 1947 durch die Kärntner Elektrizitäts-AG (KELAG), im September 1948 erwarb die Österreichische Draukraftwerke AG (ÖDK) die Anlage und veränderte auch das Konzept.
Die Investitionssumme lag bei 1,4 Milliarden Schilling. Sie stammte aus dem Marshallplan, Energieanleihen, Eigenmitteln des Bauherren und dem ersten Weltbank-Kredit, der an die Republik Österreich vergeben worden war.
Die Arbeitsbedingungen waren sehr hart, die frostfreie Bauzeit im Hochgebirge lag bei nur wenigen Wochen bis Monaten, Schutz vor Lawinen und Steinschlag war kaum vorhanden. Zur Spitzenzeit 1957 waren 2885 Mitarbeiter beschäftigt, insgesamt 22 Menschen verloren ihr Leben, an sie erinnert ein Denkmal bei der obersten Station der Reißeck-Standseilbahn am Schoberboden.
Für den Materialtransport wurden verschiedene Konstruktionen errichtet, darunter die Reißeck-Standseilbahn, die Reißeck-Höhenbahn und die Kreuzeck-Standseilbahn, die später für den touristischen Betrieb geöffnet wurden, es kamen aber auch Trägerkolonnen und Maultiere zum Einsatz. Unterhalb der Mühldorfer Seen betrieb der Verbund ein Hotel und ein Skigebiet.
→ Näheres zum touristischen Betrieb siehe Reißeckbahn.

### Reißeck II

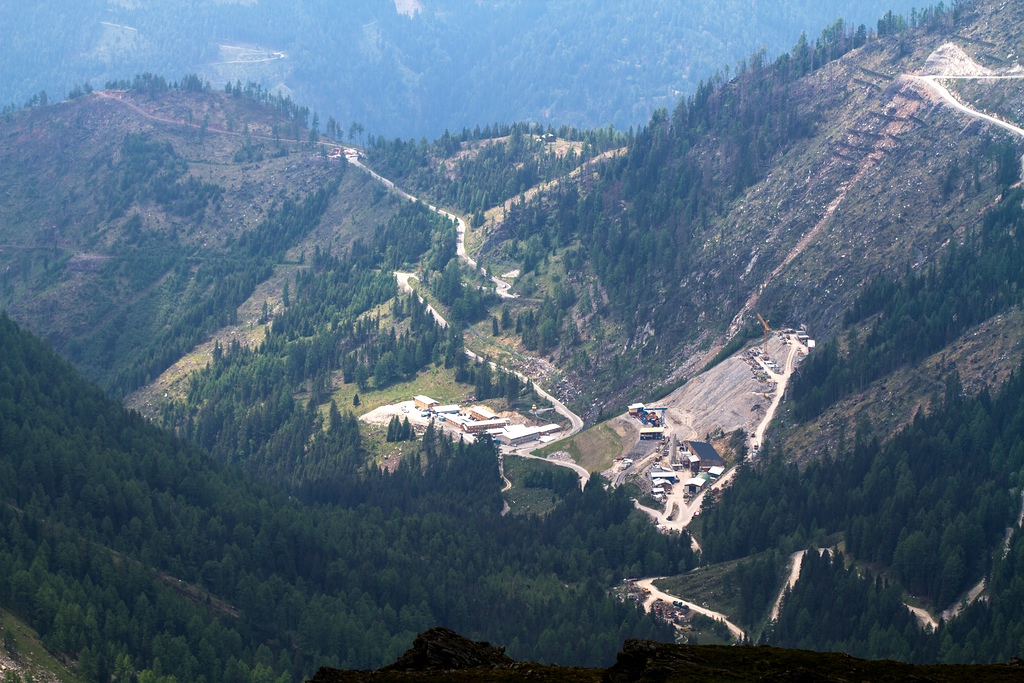
Baustelle zu Reißeck II im Mühldorfer Graben, Juni 2012

Nach der Errichtung der Maltakraftwerke gab es schon bald Überlegungen, deren Speicherseen mit denen des Reißeck-Seenplateaus zu verbinden. 1989 hatte die ÖDK ein Vorprojekt zu einem „Pumpspeicherkraftwerk Hochalmsee“ erarbeitet, das aber wegen zu hoher erwarteter Kosten eingestellt wurde. Über zehn Jahre später wurden die Pläne wieder aufgegriffen. Durch die Deregulierung des Energiemarktes und den vermehrten Einsatz erneuerbarer Energien war der Bau von Pumpspeicherkraftwerken wieder notwendig und wirtschaftlich rentabel geworden. Ab 2004 plante man mit dem Mühldorfer Graben als Standort für ein neues Kraftwerk, 2007 wurde die Öffentlichkeit über das Bauvorhaben informiert, im Dezember 2009 wurde der positive Bescheid der Umweltverträglichkeitserklärung rechtskräftig und im Mai 2010 erfolgte der Baubeschluss.
Der feierliche erste Spatenstich zu den Bauarbeiten zum Pumpspeicherkraftwerk Reißeck II fand am 8. Oktober 2010 statt. Bis zu 350 Arbeiter und Fachkräfte waren im Einsatz, 2016 war der Bau abgeschlossen. Am 7. Oktober 2016 um 13 Uhr kam es zur offiziellen Inbetriebnahme durch Vizekanzler und Energieminister Reinhold Mitterlehner, Landeshauptmann Peter Kaiser und die Vorstände Wolfgang Anzengruber (Verbund), Armin Wiersma (Kelag) und Leo Windtner (Energie AG Oberösterreich).
Von den 400 Millionen Euro, die in Reißeck II investiert worden sind, entfielen acht Millionen Euro auf ökologische Begleitmaßnahmen wie etwa die Renaturierung der Baustellen. Allerdings führten die Neuerungen auch zur Aufgabe der Reißeckbahnen und des touristischen Betriebs. Für die Bauarbeiten war eine für große Lkw befahrbare Straße erforderlich, weshalb die Höhenbahn abgebaut wurde, um den Tunnel vergrößern zu können. Die Standseilbahn war durch die Straße für den Kraftwerksbetrieb obsolet geworden. Eine Quersubventionierung durch den Verbund war unzulässig, die Suche nach anderen Investoren blieb erfolglos, trotz der Absicht des Landes Kärnten, finanzielle Unterstützung zu leisten.

### Aktuelle Baumaßnahmen

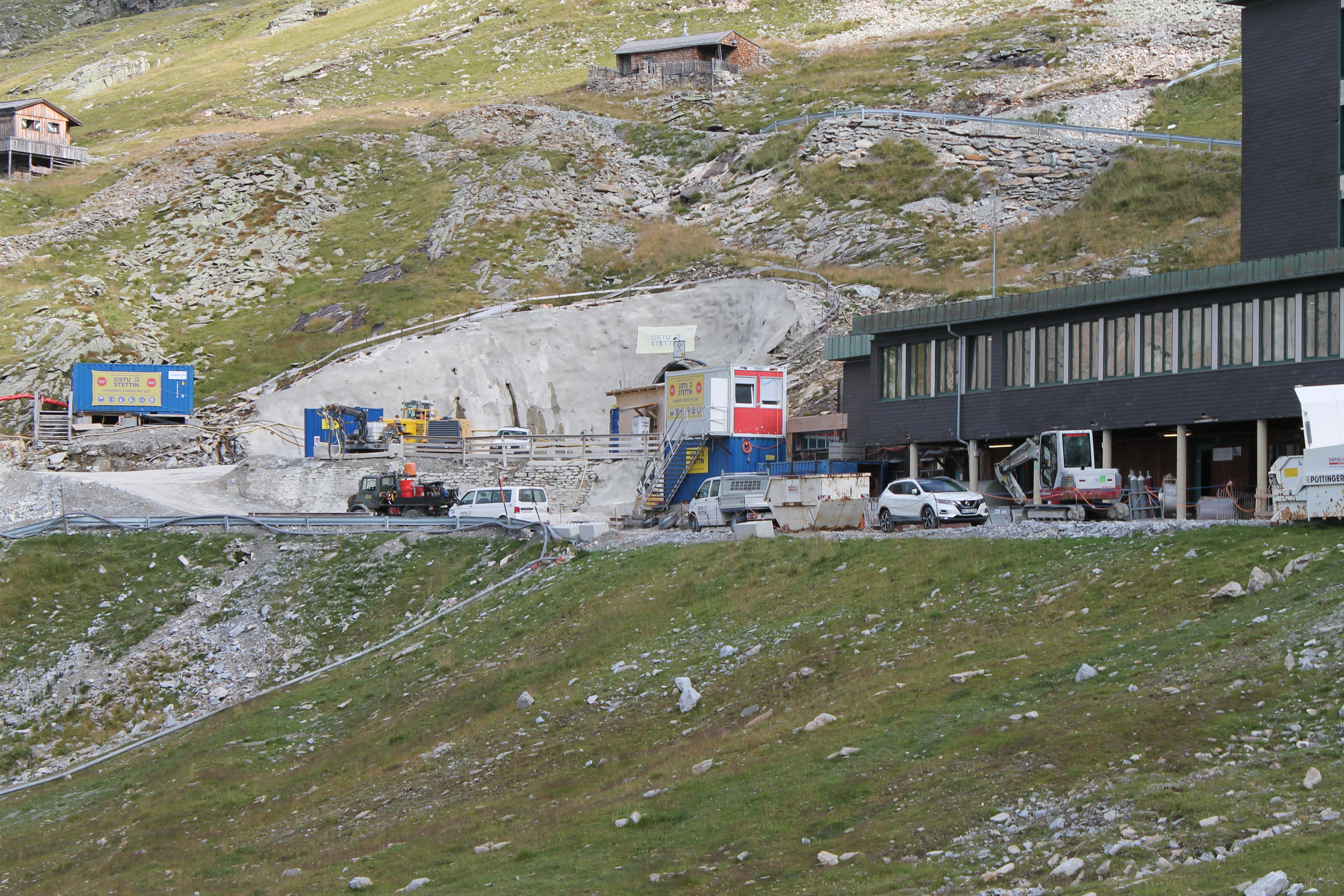
Baustelle am Eingang des Sara-Stollens neben dem ehemaligen Berghotel Reißeck, August 2022

„Mitte 2013 […]startete [das] Erneuerungs- und Erweiterungsvorhaben“ Reißeck II plus, das „Maßnahmen an der seit den 1950er Jahren bestehenden Infrastruktur im Hochgebirge“ beinhaltet und den „Grundstein zur Realisierung weiterer Anlagen am Reißeck-Seenplateau“ bilden soll. Nachdem im Gegensatz zu früheren Überlegungen für das Kraftwerk Reißeck II mit dem Großen Mühldorfer See, nur der am tiefsten gelegene Speicher des Seenplateaus als Oberbecken ausgewählt worden war, wurde 2015 eine Änderung des UVP-Verfahrens zum Bau einer Oberstufe eingereicht, um mit der Errichtung eines weiteren Kavernenkraftwerks den Kleinen Mühldorfer See als Ober- und den Großen Mühldorfer See als Unterbecken zu nutzen. Dieses neue Kraftwerk wird ebenfalls Reißeck II plus genannt.
Am 27. Mai 2020 wurde das Projekt über den EU-Dienst Tenders Electronic Daily ausgeschrieben. Die Bauzeit war damals von März 2021 bis 2023 geplant. Die Kosten sollen sich auf 60 Millionen Euro belaufen. Weitere 100 Millionen Euro sollen in die Modernisierung der Pumpen der Kraftwerke Malta-Hauptstufe und Malta-Oberstufe investiert werden, sowie in eine neue Pumpe im Krafthaus Kolbnitz, welche die Pumpstation Hattelberg ersetzen wird.
Am 18. Juni 2021 fand der Stollenanschlag für Reißeck II statt. Die für Energie und Naturschutz zuständige Landesrätin Sara Schaar fungierte als Tunnelpatin und lieh dem Stollen ihren Namen. Noch 2021 wurden die Ausbruchsarbeiten an Stollen und Kaverne abgeschlossen. Ende 2022 waren bereits die Lagerfläche begrünt und „Ersatzlaichgewässer“ errichtet. Im Juli 2023 wurde der Kleine Mühldorfer See zum Aufstau freigegeben. Stand Mai 2024 wird die Inbetriebnahme für das vierte Quartal 2024 erwartet.[veraltet]

## Aufbau
Mittelpunkt der ursprünglichen Kraftwerksgruppe ist das Kraftwerk Kolbnitz, das die Maschinensätze für drei verschiedene Speichersysteme beinhaltet. Mit der Erweiterung Reißeck II änderte sich das Konzept des weitgehend passiven Jahresspeichers Reißeck zum Pumpwälzbetrieb mit stark erhöhter Leistung. Mit Reißeck II plus folgt eine weitere Ergänzung. Außerdem werden mehrere Kleinkraftwerke zur Gruppe gezählt.

### Krafthaus Kolbnitz
Im Krafthaus Kolbnitz wird mit dem Wasser der Komponenten Reißeck-Jahresspeicher, Tagesspeicher Gondelwiese und Tagesspeicher Roßwiese elektrische Energie erzeugt. Es liegt auf 606 Metern Seehöhe direkt an der Möll, in die das abgearbeitete Wasser mündet, und leistet maximal 136,2 MW. Die Steuerung erfolgt durch die Schaltwarte im benachbarten Kraftwerk Rottau. Durch ein Fenster in der Seite des Gebäudes sind die Maschinensätze einzusehen. Das Besondere und Interessante daran ist, dass die Kraftstation von beiden Hangseiten des Mölltals Triebwasser aus drei offenliegenden Druckrohrleitungen erhält. Von den sieben Peltonturbinen sind drei dem Jahresspeicher und jeweils zwei den Tagesspeichern zugeordnet.

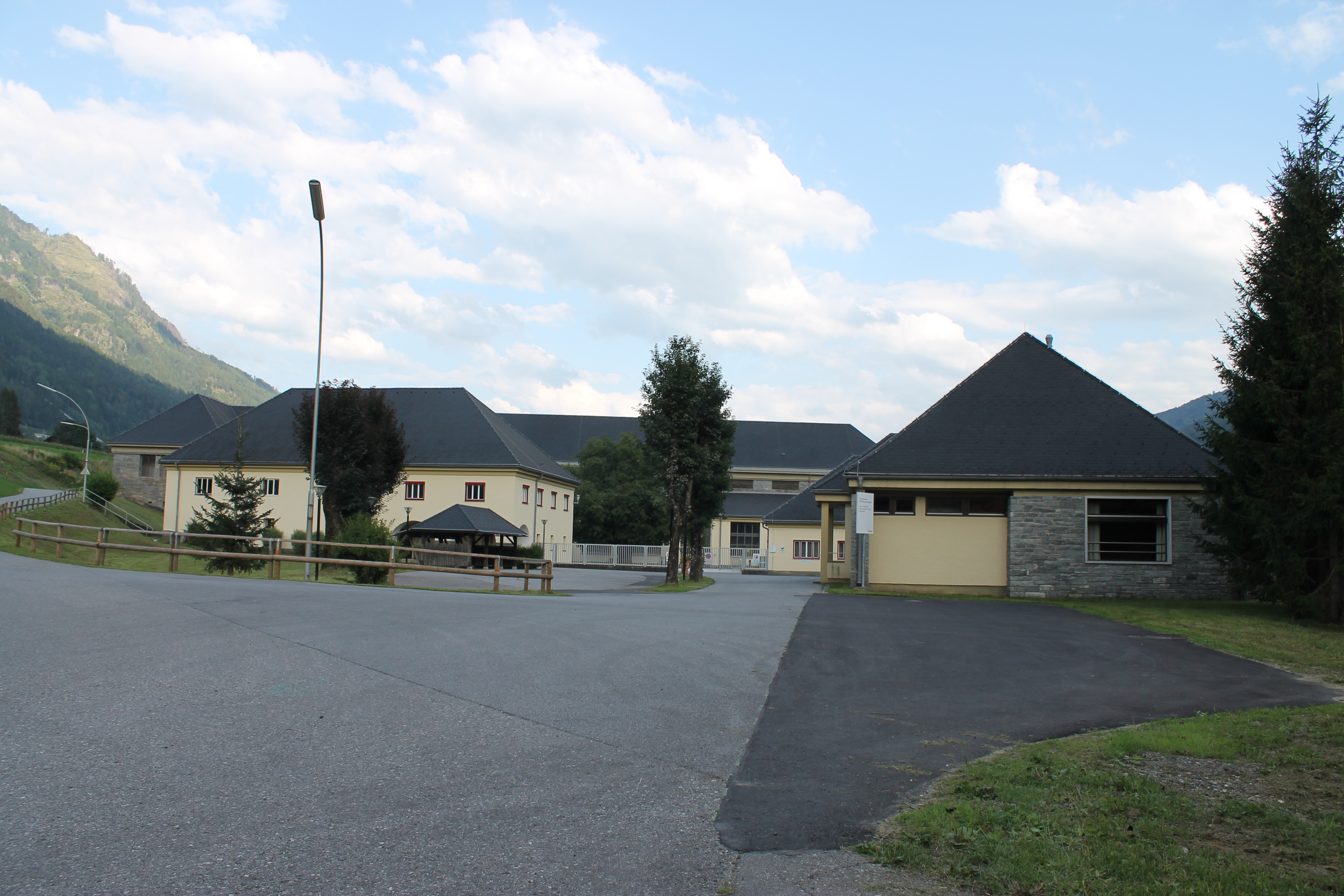
Kraftwerk Kolbnitz
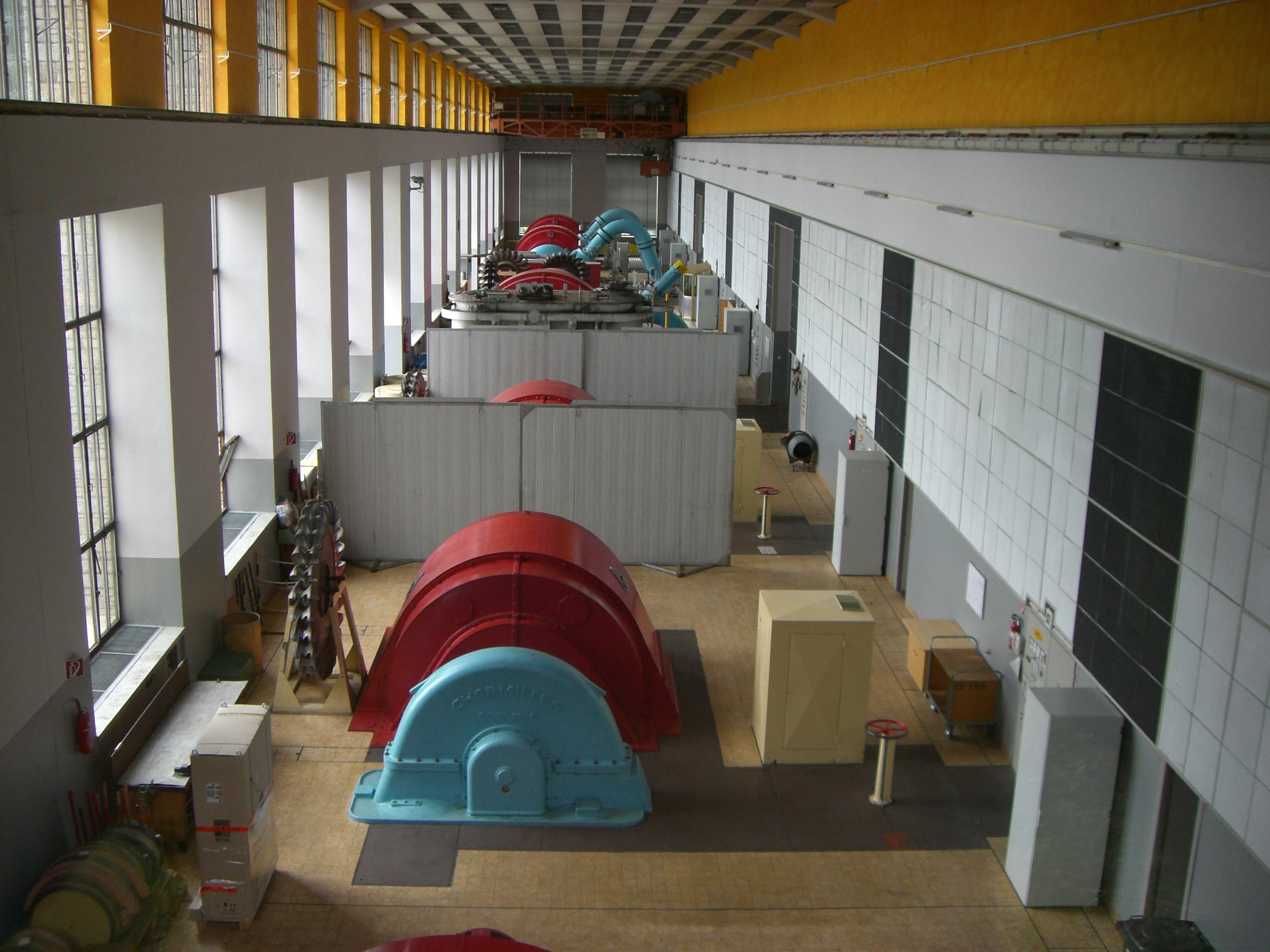
Blick in die Maschinenhalle des Kraftwerks Kolbnitz
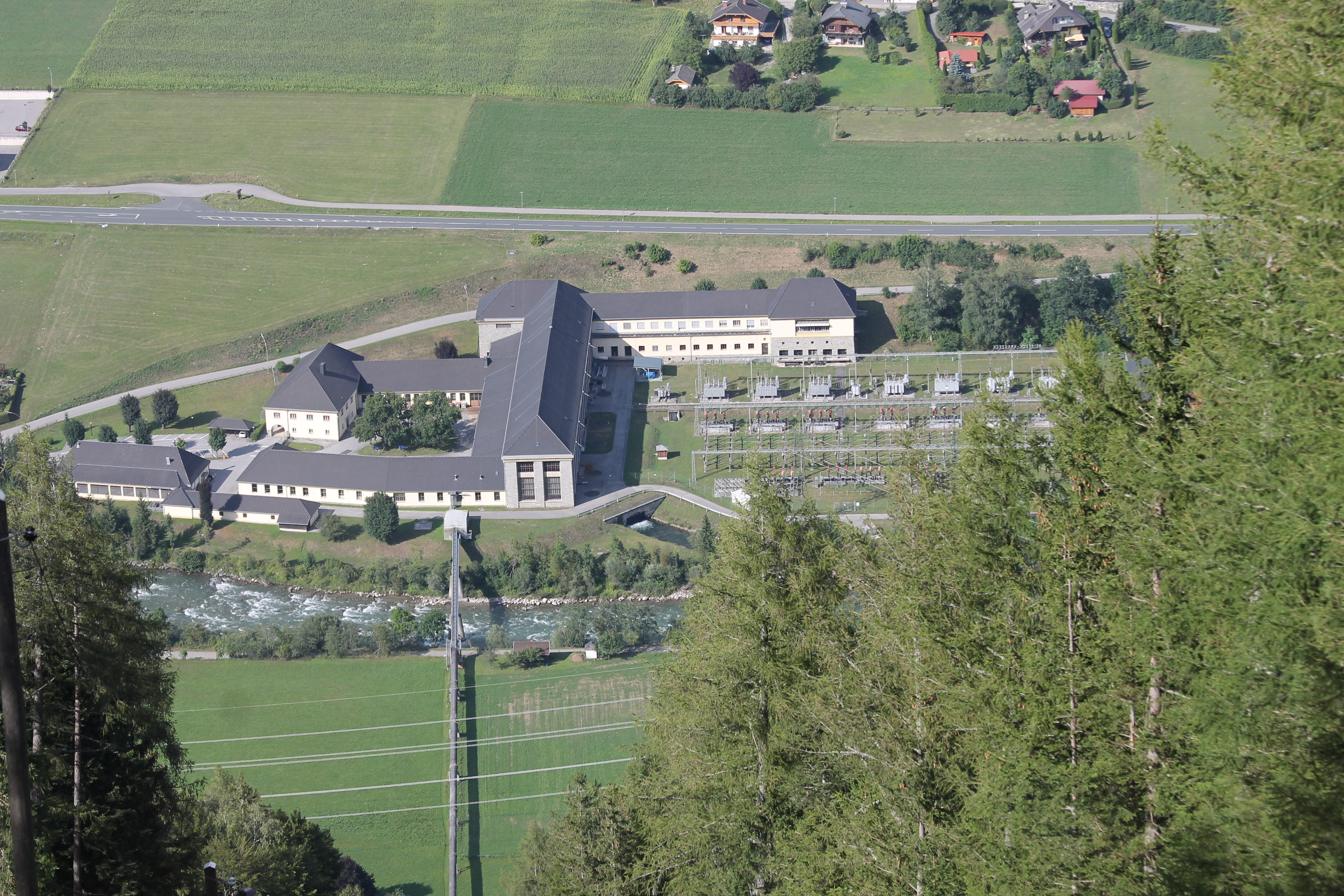
Kraftwerk Kolbnitz von der Kreuzeckbahn aus gesehen
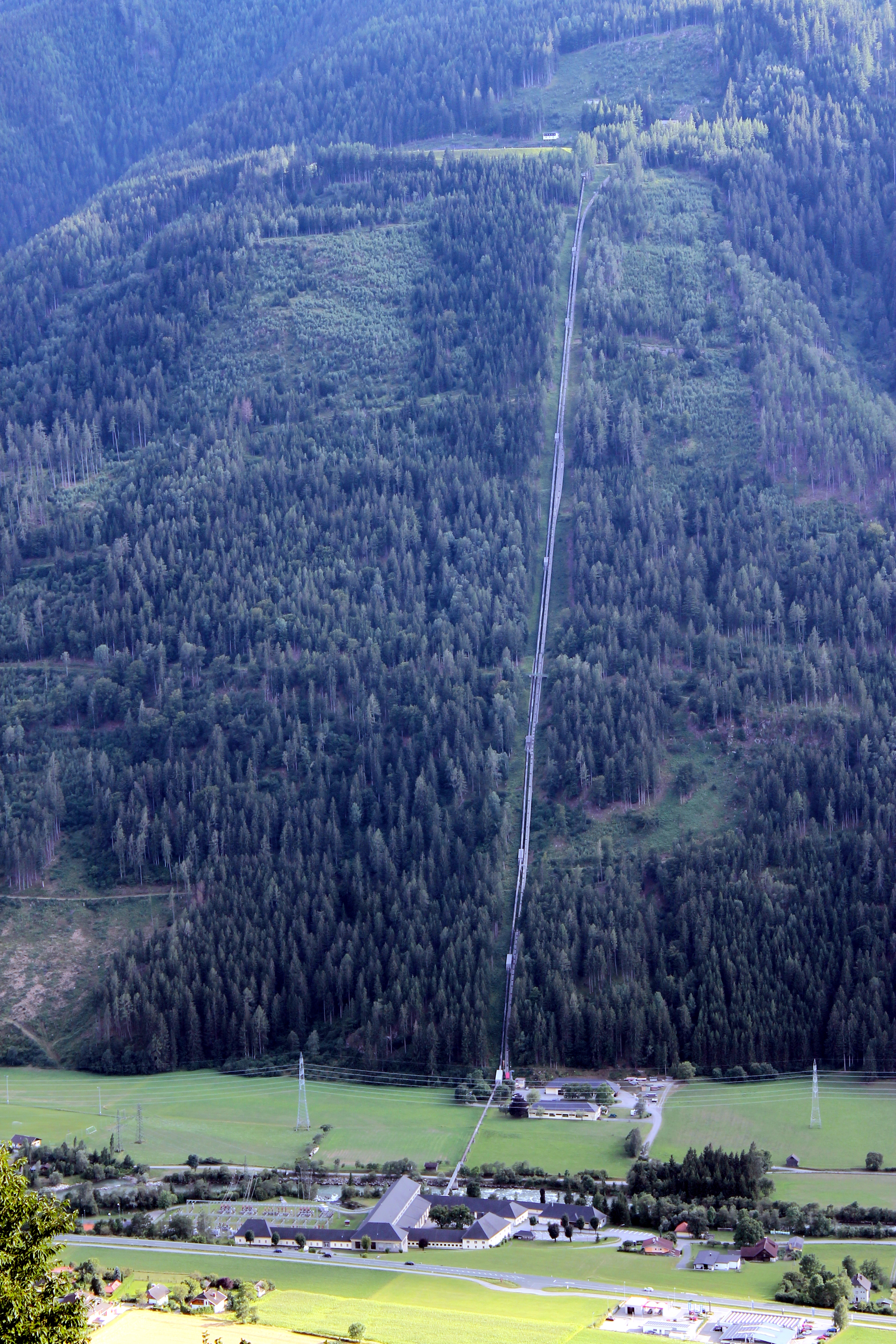
Kraftwerk Kolbnitz samt Druckrohrleitung und Schrägseilbahn zum Tagesspeicher Kreuzeck

#### Jahresspeicher Reißeck
Eine Druckrohrleitung kommt vom nordöstlich gelegenen Bereich Jahresspeicherwerk Reißeck, das aus sechs natürlichen Karseen der Reißeckgruppe gespeist wird. Vier der Seen wurden durch Staumauern vergrößert, wodurch der Inhalt von 5,4 auf insgesamt 17,2 Millionen m³ erhöht wurde. Die Druckrohrleitung hat eine Fallhöhe von 1772,5 m und erzeugt dementsprechend etwa 177 bar Druck. Neben dieser oberirdischen Leitung verläuft die stillgelegte Reißeck-Standseilbahn. Der letzte Abschnitt der Druckrohrleitung von der Reißeckbahn-Talstation bis zum Krafthaus Kolbnitz direkt an der Möll verläuft unter den Kulturflächen im Talboden. Das Jahresspeicherwerk Reißeck ist mit drei Maschinensätzen mit Peltonturbinen im Krafthaus Kolbnitz vertreten; die Gesamtleistung beträgt 68 MW.
Die Maschinensätze des Jahresspeicherwerks nahmen im Jänner 1957 ihren Betrieb auf. Damals war der Höhenunterschied der größte der Welt, heute belegt er Platz zwei hinter dem schweizerischen Kraftwerk Bieudron des Systems Grande Dixence mit 1883 m Differenz.
Im Zuge der Baumaßnahmen zu Reißeck II wurde ein Teil des ursprünglichen Triebwasserrohres im oberen Bereich demontiert und der tiefere Bereich an den neuen Triebwasserweg angeschlossen.

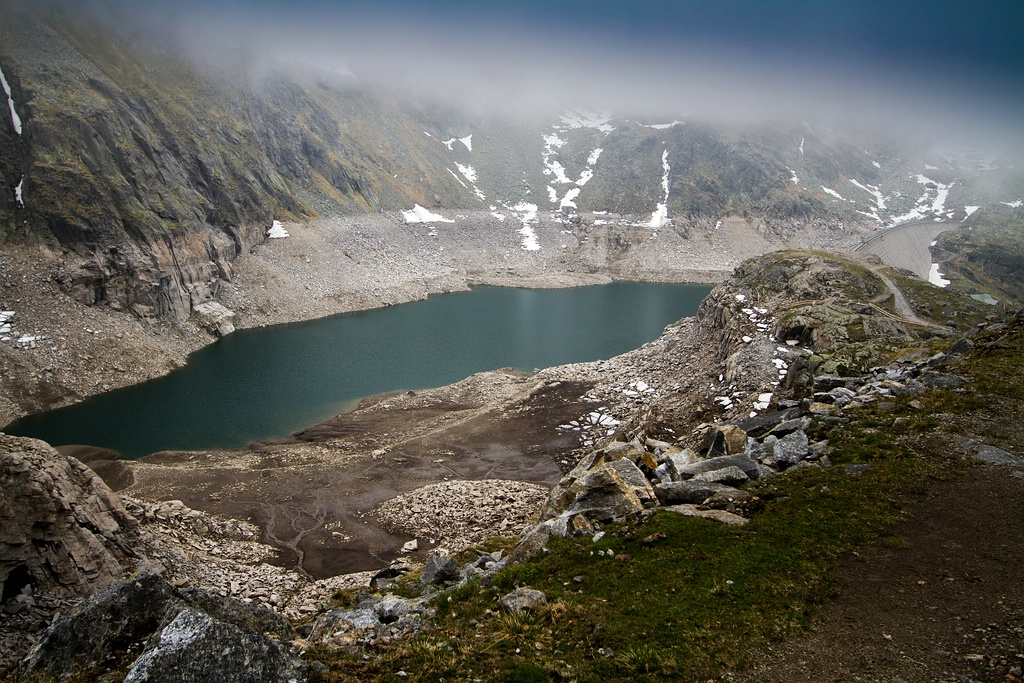
Großer Mühldorfer See
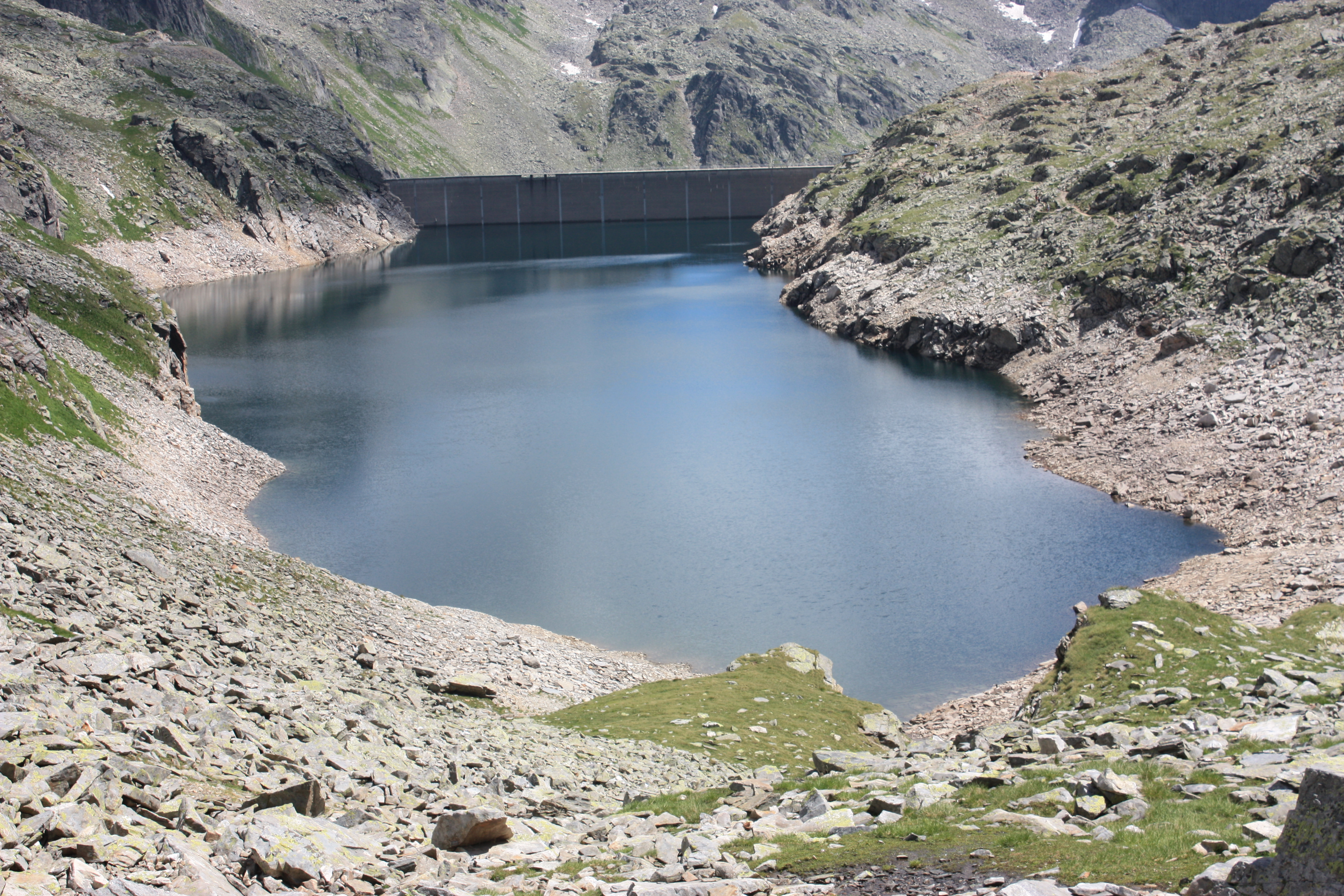
Kleiner Mühldorfer See
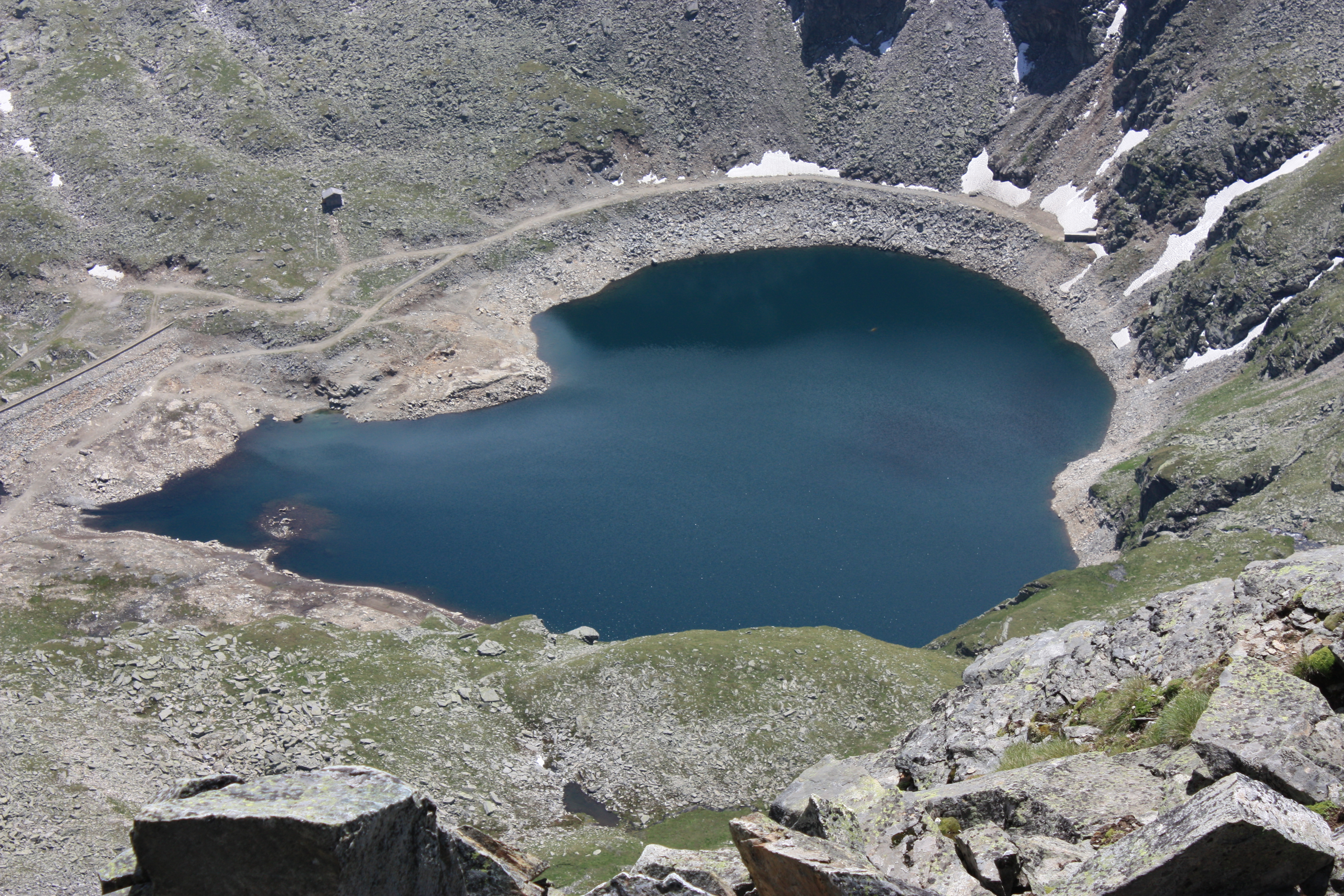
Radlsee
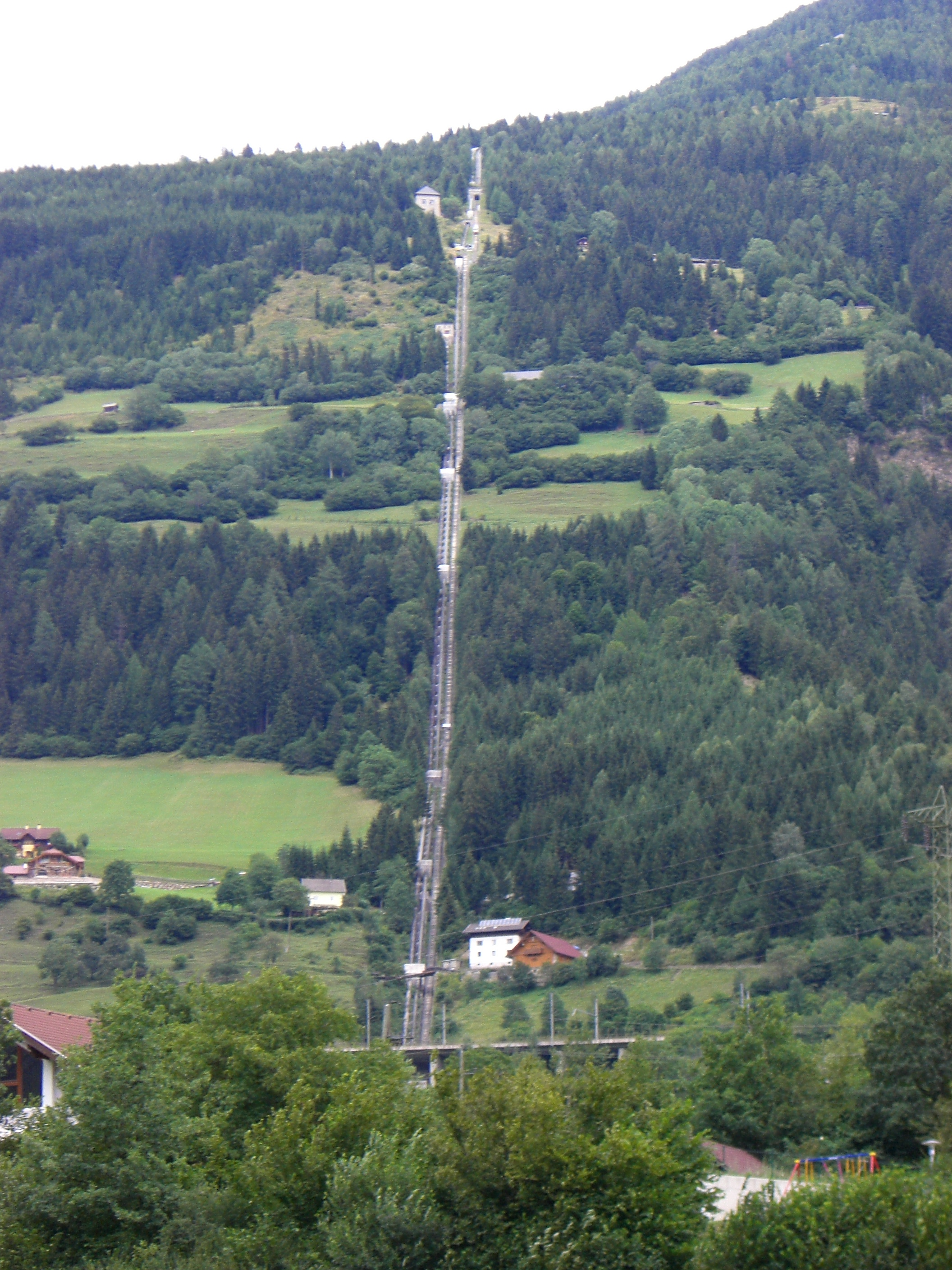
Druckrohrleitung vom Reißeck-Jahresspeicher und in der unteren Bildhälfte auch Reißeck-Tagesspeicher neben der Reißeckbahn

#### Tagesspeicher Reißeck / Gondelwiese

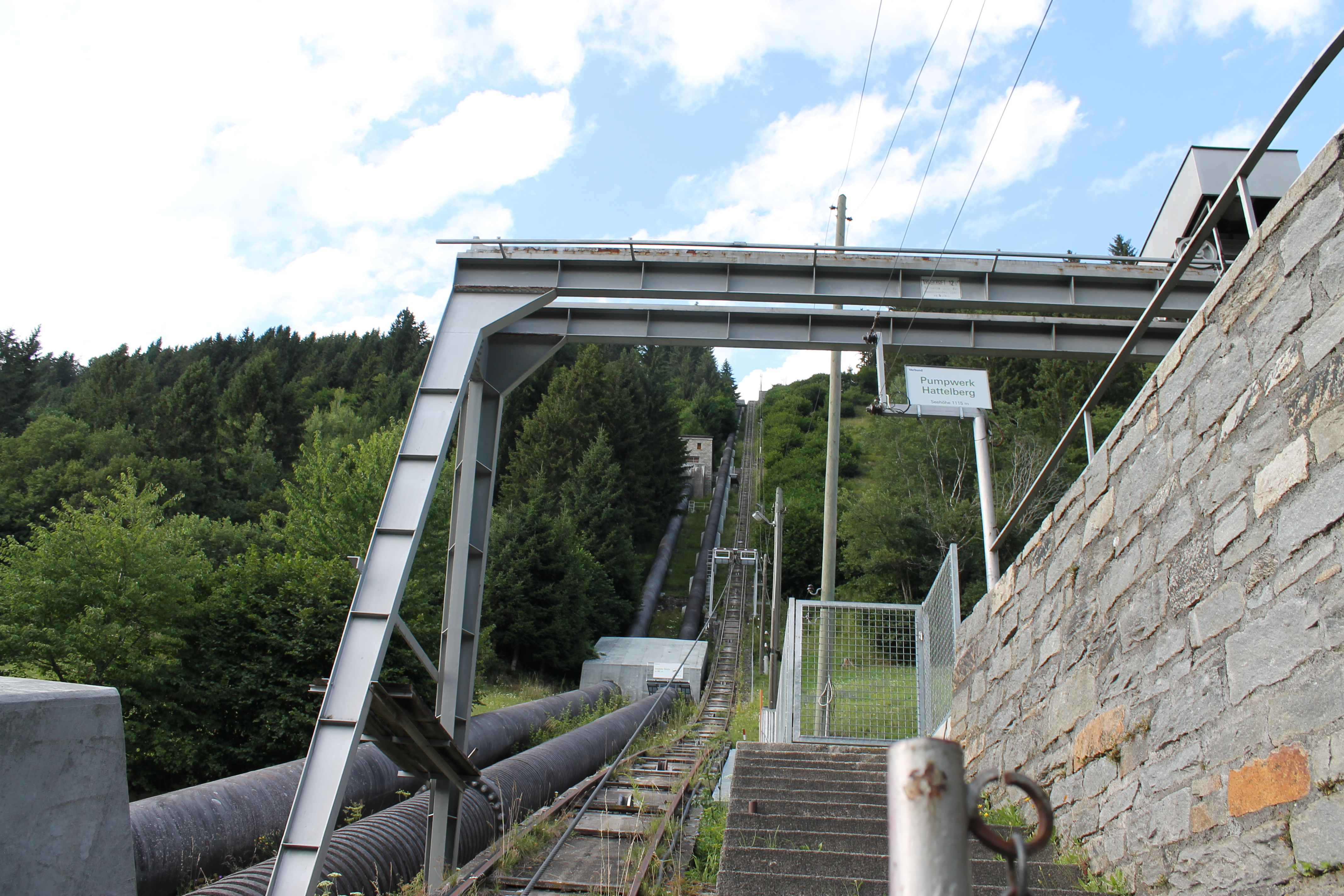
Druckrohrleitung des Reißeck-Tagesspeichers (links) neben der des Jahresspeichers auf Höhe der Pumpstation Hattelberg. Etwa in der Bildmitte endet die Leitung des Tagesspeichers in der Apparatekammer Schütter und verläuft unterirdisch bis zum geringfügig höher gelegenen Speicher Gondelwiese. (2019)

Eine weitere Druckrohrleitung kommt vom nördlich gelegenen Bereich Tagesspeicher Reißeck / Gondelwiese. Das Speicherbecken befindet sich an der Südseite der Reißeckgruppe auf einer Seehöhe von 1288 m ü. A. nahe den Druckrohrleitungen der Malta-Hauptstufe. Sein Wasser wird zunächst unterirdisch zur gut eineinhalb Kilometer entfernten und etwa achtzig Meter tiefer gelegenen Apparatekammer Schütter geführt, ab dort durch ein oberirdisches Rohr parallel der Jahresspeicher-Druckrohrleitung und der Reißeckbahn zum Kraftwerk. Die Hauptzubringer sind der Rieken-, Zwenberger- und Mühldorfer Bach. Bei Niedrigwasser kommt beim Ringschieber Glockenfleck auch eine Pumpe zum Einsatz, die mit 55 kW Leistung eine Nennförderhöhe von sechs Metern überwindet, um Wasser aus den Fassungen des Rieken- und Zwenberger Baches in den Speicher zu heben. Der Nutzinhalt beträgt 40.000 m³ bei einer Kronenhöhe von 12,5 Metern über dem tiefsten Entnahmepunkt. Das Wasser wird bei einer mittleren Rohfallhöhe von 678,5 Metern in der Kraftstation Kolbnitz in elektrische Energie umgewandelt. Der erste Maschinensatz ging am 23. November 1950 in Betrieb, der zweite Ende April 1952. Die Leistung beträgt 23,2 MW, die Jahreserzeugung 53.716 MWh.

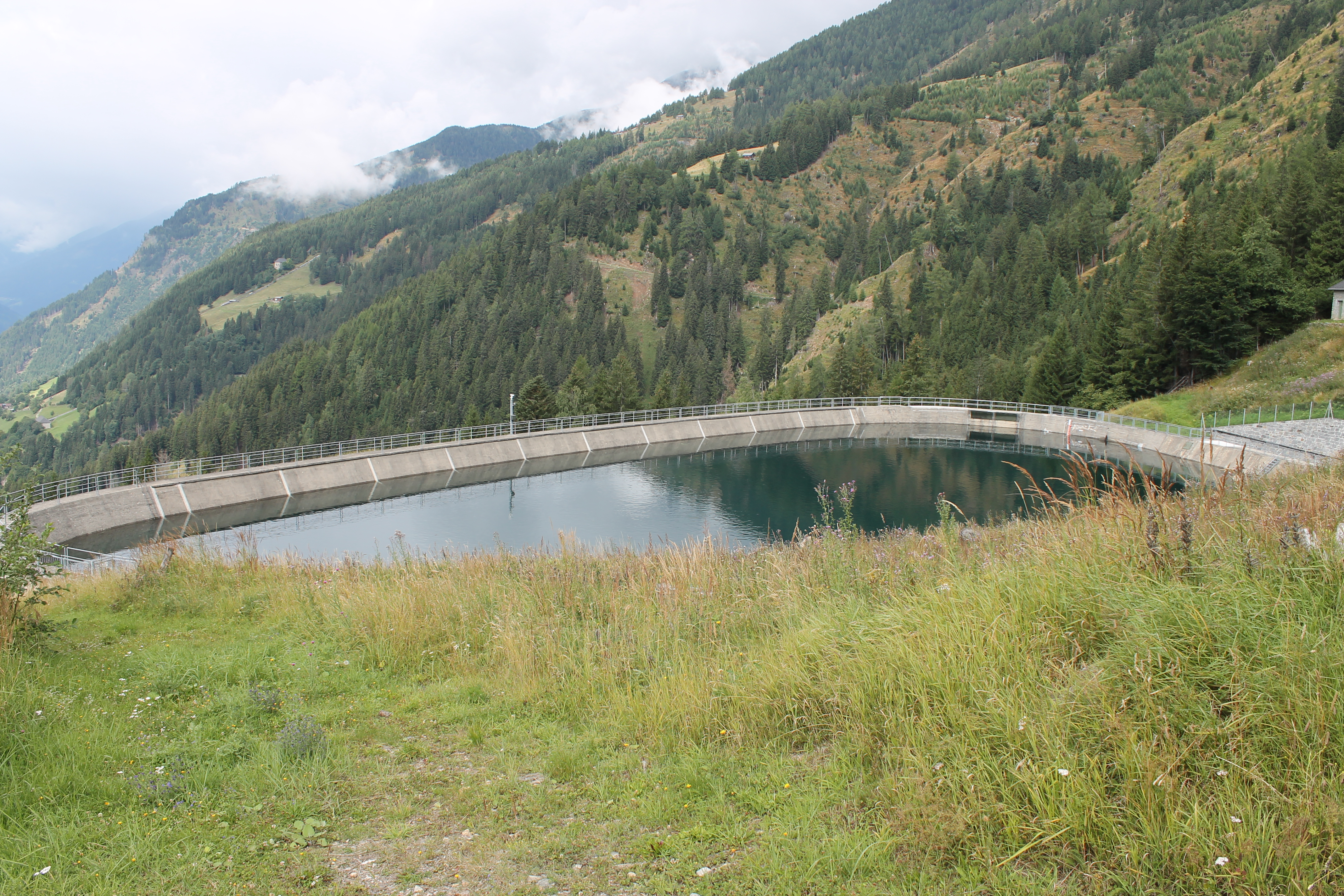
Tagesspeicher Gondelwiese mit Blick Richtung Nordwest. Im Hintergrund sind die Pumpstation Hattelberg und die Reißeckbahn zu erkennen.
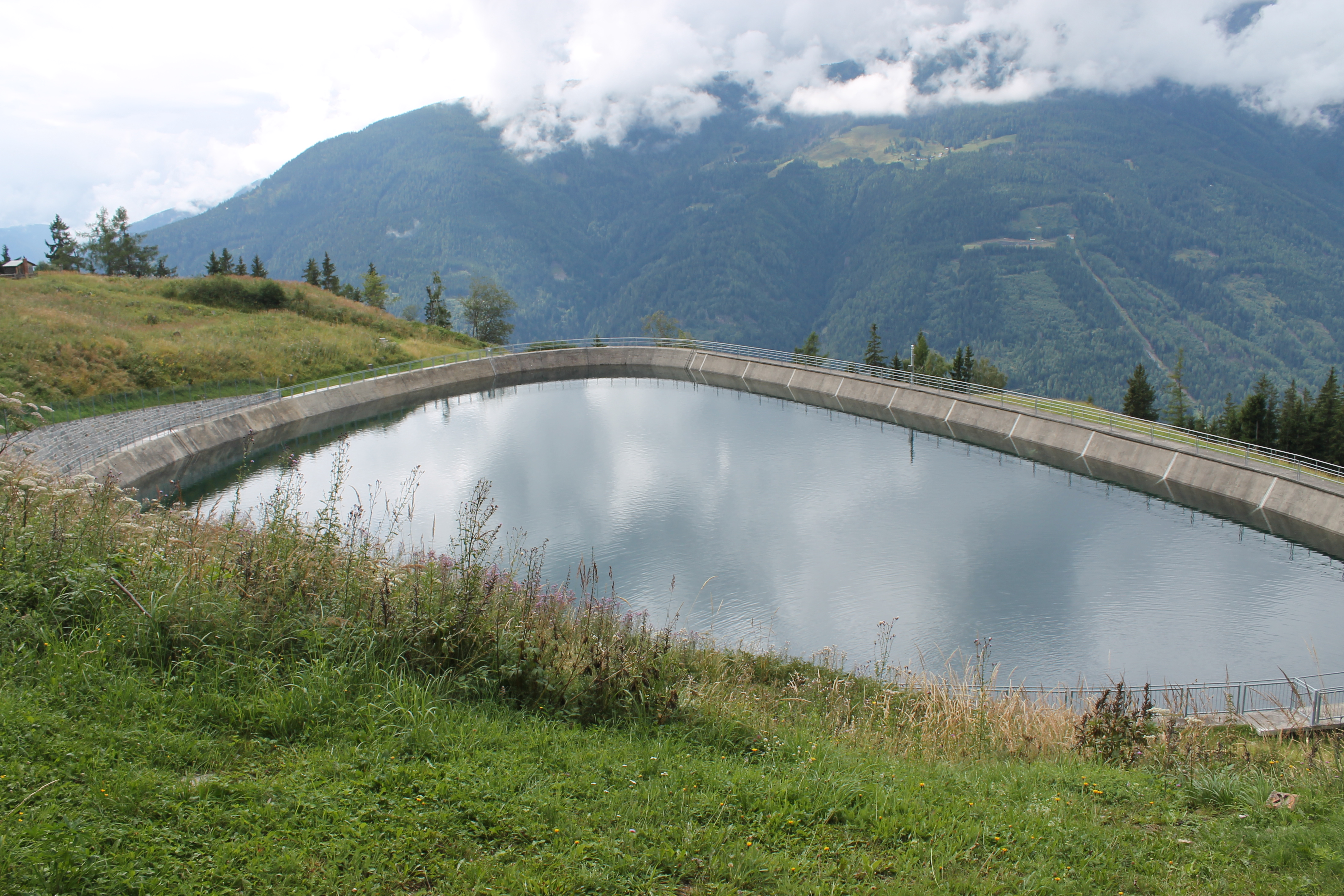
Tagesspeicher Gondelwiese mit Blick Richtung Südwest. Im Hintergrund sind der Tagesspeicher Roßwiese und die Kreuzeckbahn zu erkennen.

#### Tagesspeicher Kreuzeck / Roßwiese
Im Tagesspeicher Roßwiese wird Wasser aus der nördlichen Kreuzeckgruppe gesammelt. Wichtige Zuflüsse sind der Teuchl-, Gnoppnitz-, Gra- und Niklaibach, die drei letztgenannten durchlaufen bereits vorher das Kleinkraftwerk Niklai. Die Bauarbeiten begannen an den Triebwasserwegen im März 1955, die beiden Maschinensätze im Krafthaus Kolbnitz gingen am 6. Oktober 1958 und im Mai 1959 in Betrieb. Die Fallhöhe zur Kraftstation Kolbnitz beträgt 587,5 Meter. Die maximale Kronenhöhe des Speichers Roßwiese beträgt 19,5 Meter und der Nutzinhalt über 200.000 m³. Der Speicher kann mit der Kreuzeckbahn erreicht werden. Mit einer Gesamtleistung von 45 MW erzeugen die beiden Maschinensätze pro Jahr 154.531 MWh elektrische Energie. Die Druckrohrleitung kommt von Südwesten zum Kraftwerk und damit von der gegenüberliegenden Hangseite.
Die beiden Speicherseen Gondelwiese und Roßwiese sind hydraulisch über ein Absperrorgan verbunden. Daher kann auch Wasser vom einen in den anderen Speicher verlagert werden.

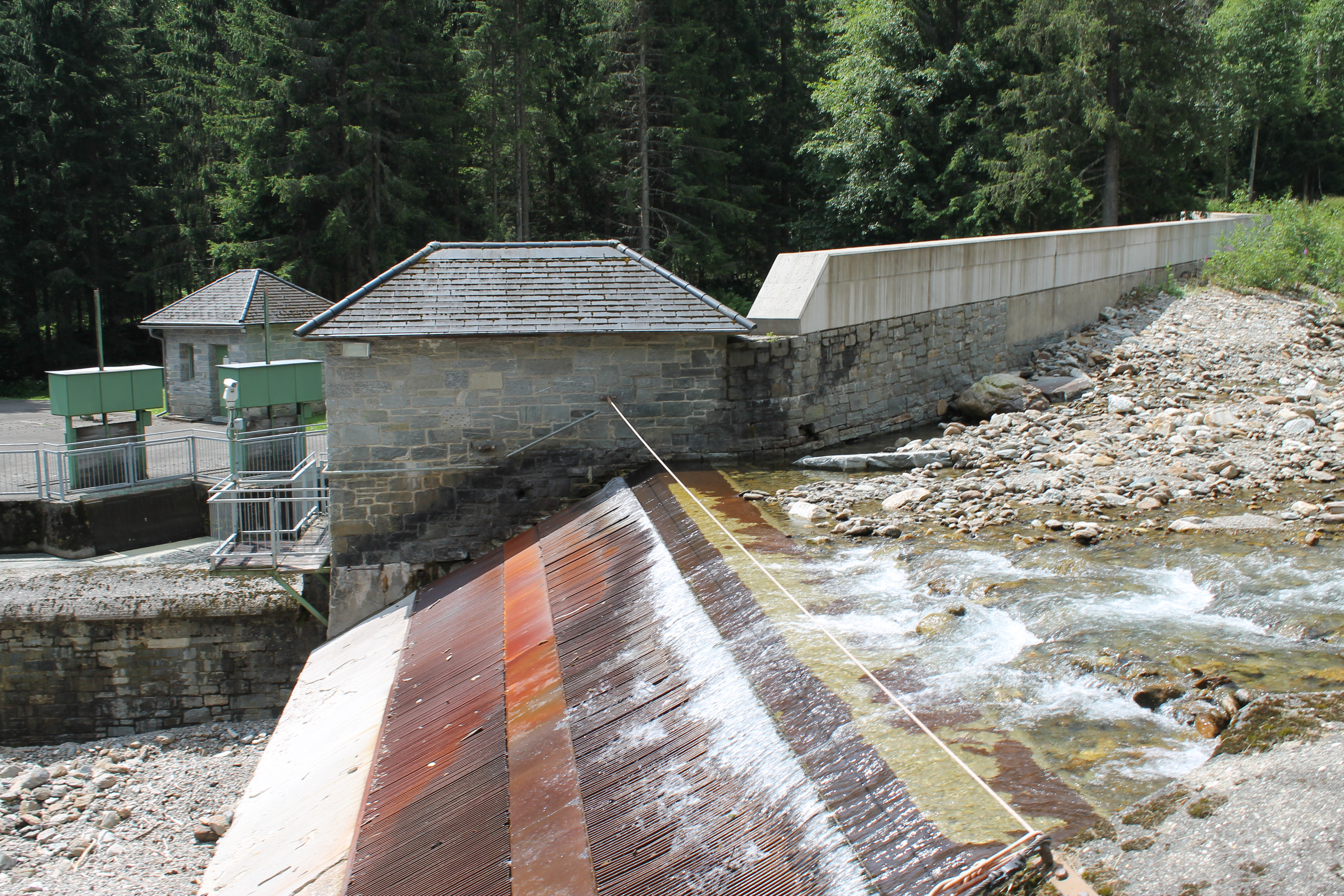
Teuchlbachfassung
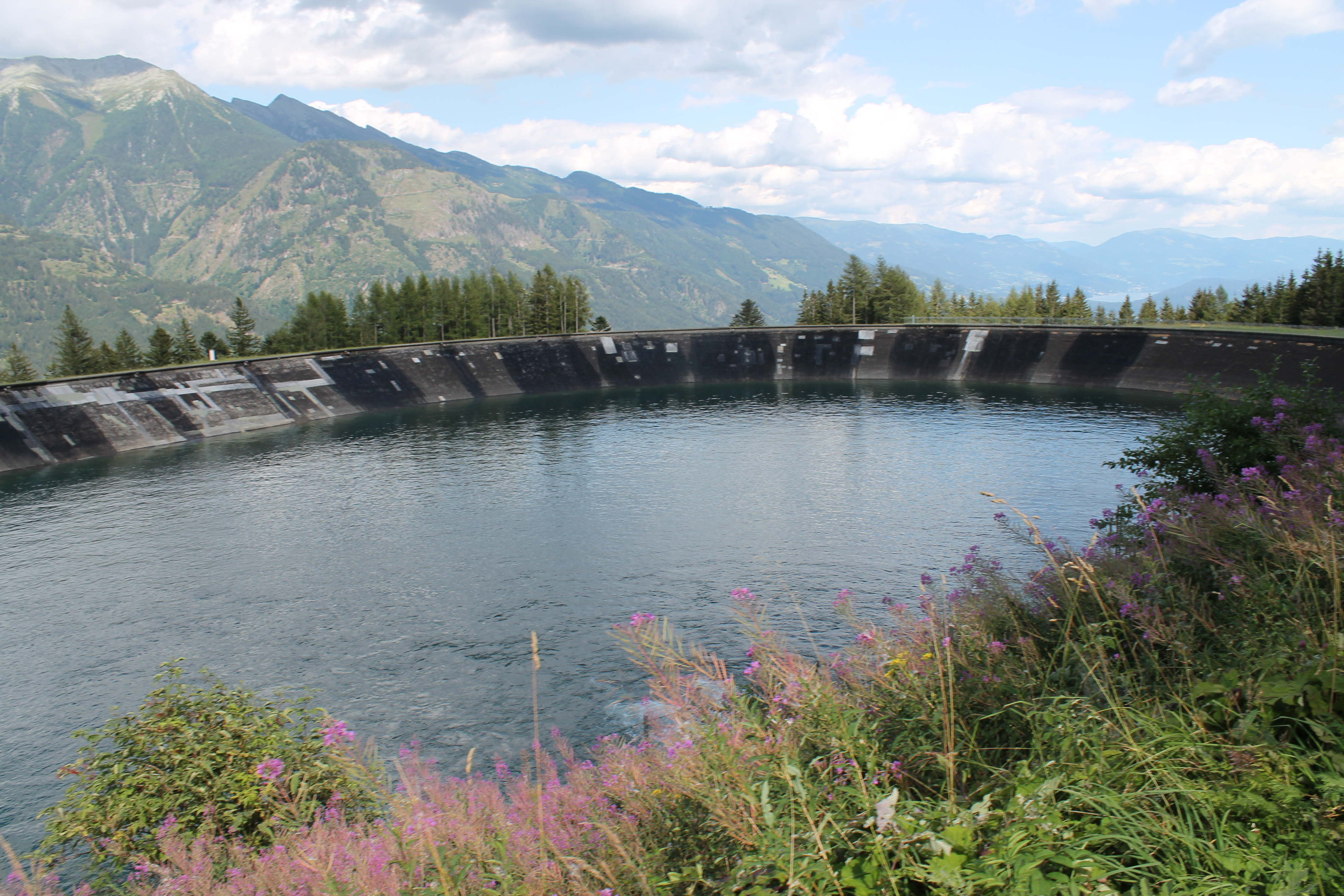
Tagesspeicher Roßwiese
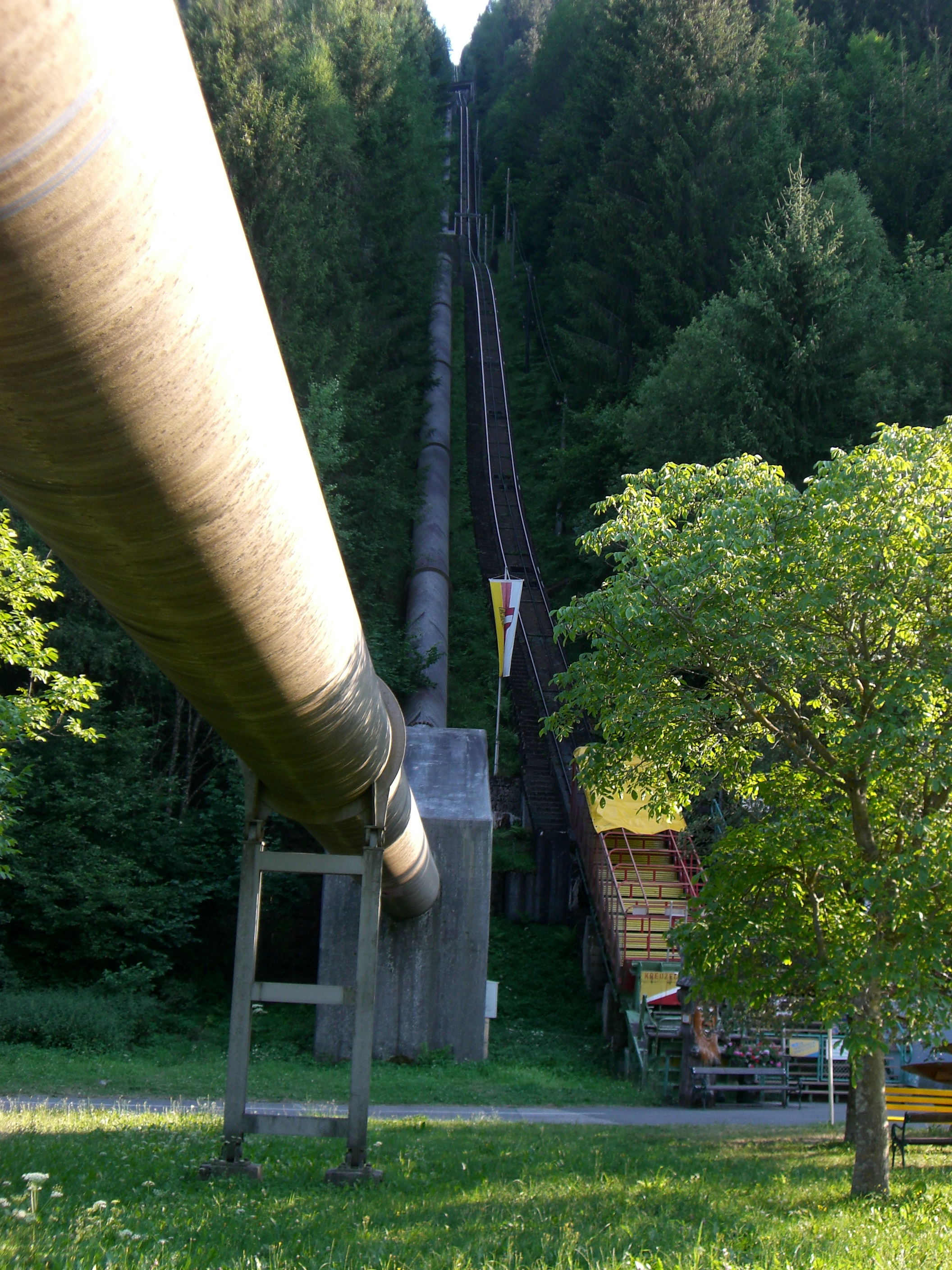
Druckrohrleitung vom Kreuzeck-Tagesspeicher Roßwiese neben der Kreuzeckbahn
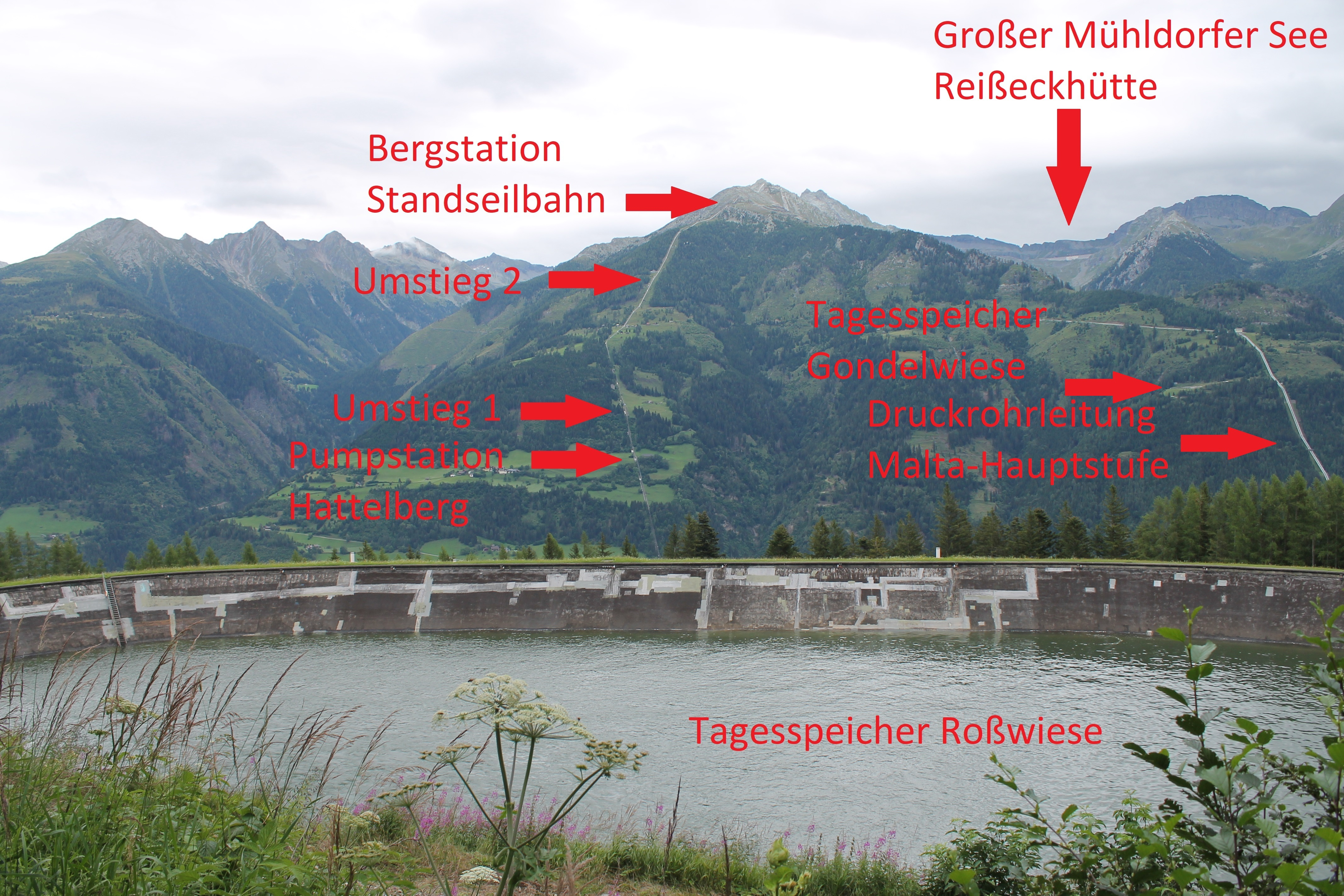
Tagesspeicher Roßwiese mit Blick Richtung Nordost. Im Hintergrund sind weitere Kraftwerkskomponenten angegeben.

### Pumpstation Hattelberg und Nachfolger Pumpwerk Reißeck

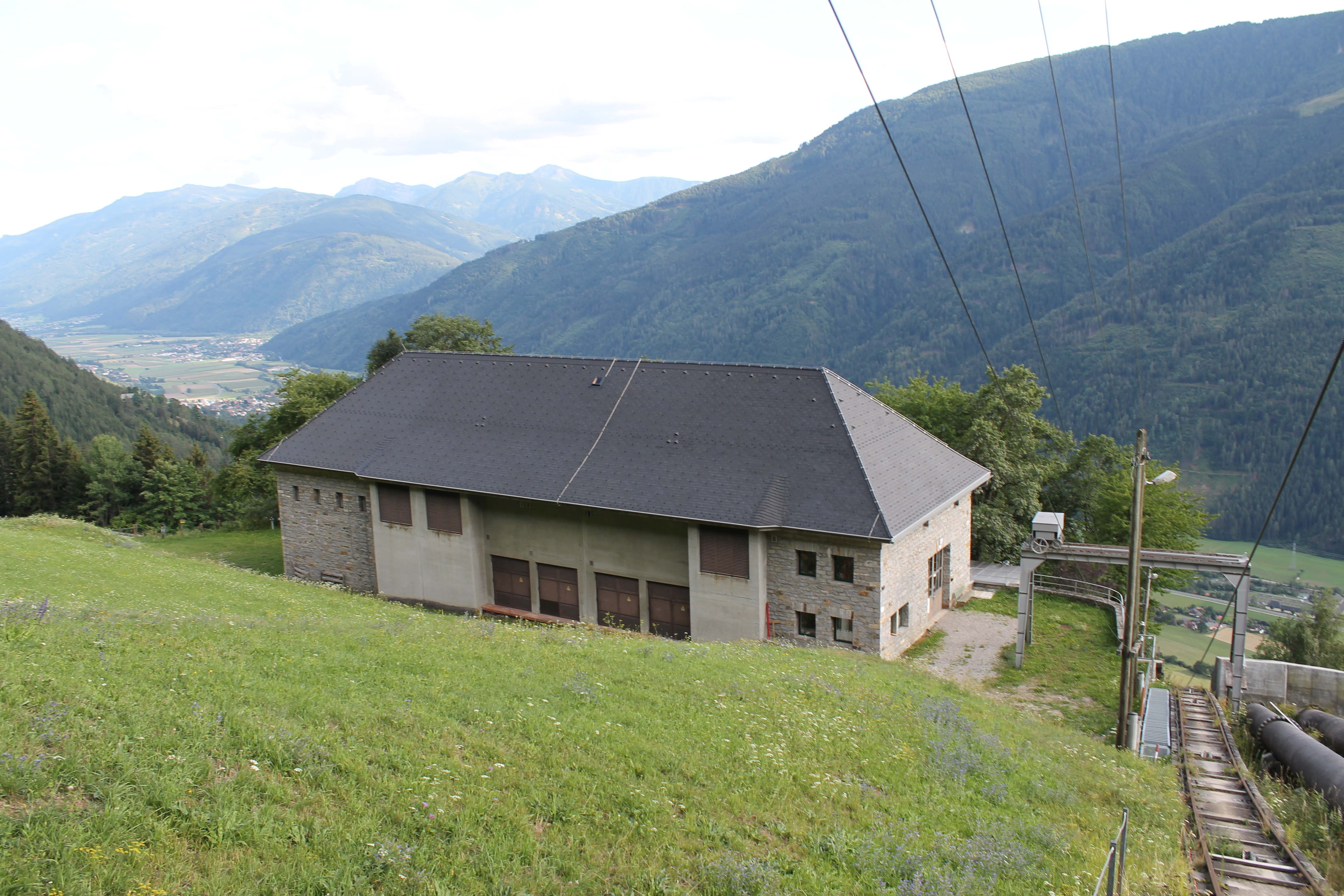
Pumpstation Hattelberg (2019)

Das besondere liegt auch in der Pumpstation Hattelberg, die auf einer Höhe von 1115 Metern direkt an der Reißeck-Bahn liegt und als hydraulisches Bindeglied fungiert. Mit ihr ist es möglich, Wasser aus den verbundenen Tagesspeichern in das Jahresspeicherwerkes Reißeck hochzupumpen. Somit sind die drei Systeme hydraulisch miteinander verbunden. Die Station enthält drei horizontalachsige, achtstufige Hochdruck-Speicherpumpen mit einer Förderleistung von je 450 l/s und einer Motorenleistung von je 6.200 kW. Die Inbetriebnahme war im Oktober 1957.
Im November 2020 wurde „in einem bestehenden Gebäude im Bereich des Kraftwerks Reißeck-Kreuzeck“ mit der Errichtung des Pumpwerks Reißeck begonnen, das die Pumpstation Hattelberg ablösen soll. Der Probebetrieb begann Ende März 2022. Damals war der Start der „Normalbetriebsphase“ ab Juli geplant. Im integrierten Geschäftsbereich 2022 erklärte der Verbund, dass die Inbetriebnahme im August 2022 begann und der Vollbetrieb ab erstem Quartal 2023 geplant ist. „Lärm- und Schwingungsprobleme“ machten „spezielle Anfahrmethoden“ erforderlich. Laut Zwischenbericht zum ersten Quartal wurde der „Abschluss der Inbetriebnahme“ nach einem „erneut[en …] Dichtungsbruch samt Lagerschaden“ auf August 2023 verschoben. Da „jedoch noch weitere lärmmindernde Begleitmaßnahmen erforderlich“ waren, konnte dieser Termin nicht eingehalten werden. Am 21. Februar wurde auf der Website der Gemeinde Reißeck der Start des „erweiterten Testbetrieb[s]“ vermeldet, womit die Anlage zu jeder Uhrzeit eingesetzt werden kann.

### Neuerrichtung Kraftwerk Reißeck II

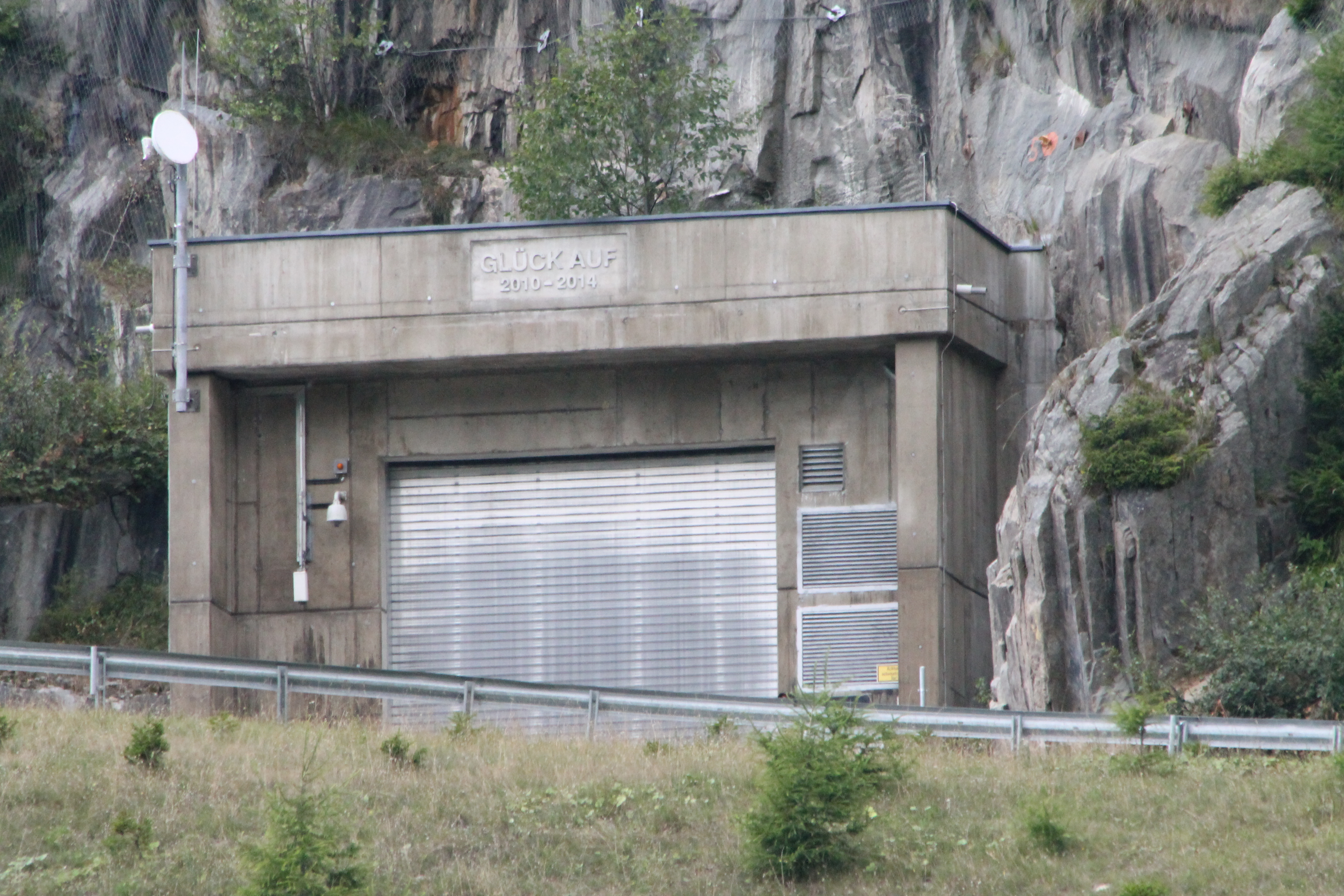
Zugang zum Kavernenkraftwerk Reißeck II (2022)

Im Zuge einer Erweiterung des Systems Reißeck-Kreuzeck wurde dieses bis 2016 mit dem benachbarten System Malta verbunden, wodurch die bestehenden Jahresspeicher nun auch als Tages- und Wochenspeicher genutzt werden. Hierzu wurde im Mühldorfer Graben das Kraftwerk Reißeck II gebaut, ein Kavernenkraftwerk mit zwei reversiblen Francis-Pumpturbinen mit einer gemeinsamen Leistung von 430 MW. Dieses neue Kraftwerk verbindet die Druckrohrleitung Malta-Rottau mit dem Großen Mühldorfer See, sodass es nun möglich ist, Wasser aus den kommunizierenden Speichern Gößkar und Galgenbichl in das Winterspeicherwerk Reißeck zu heben oder in umgekehrte Richtung abzuarbeiten. Die Kaverne mit den Maschinensätzen ist 25 Meter breit, 58 Meter lang und 39 Meter hoch. Eine separate Kaverne für die Transformatoren ist 15 bis 18 Meter breit, 60 Meter lang und 15 Meter hoch. Im Rahmen der Bauarbeiten wurde auch der Große Mühldorfer See entleert, um die Staumauer sanieren und den neuen Seeanstichstollen errichten zu können.
Der Kraftwerksbau wird in dem 2016 erschienenen Buch Die Alpenbatterie: Ökostrom aus dem Berg: Baugeschichte des Pumpspeicherkraftwerks Reißeck II; Herzstück der Energiezukunft ausführlich dokumentiert.

### Effizienzsteigerungsanlage Kraftwerk Reißeck II plus
2021 wurde mit der Errichtung eines weiteren Kavernenkraftwerks begonnen, das mit einer Leistung von 45 MW die achtzig Meter Differenz zwischen dem Großen Mühldorfer See und dem höher gelegenen Kleinen Mühldorfer See ausnutzen soll. Die Ausbauwassermenge von rund 50 m³/s wird im Parallelbetrieb auch einen längeren Einsatz von Reißeck II ermöglichen. Die Kaverne soll eine Breite von 17,0 Metern, eine Länge von 37,5 Metern und eine Höhe von 19,7 Metern aufweisen. Die Inbetriebnahme erfolgte Anfang Juni 2025.

### Kleinkraftwerke

#### Niklai

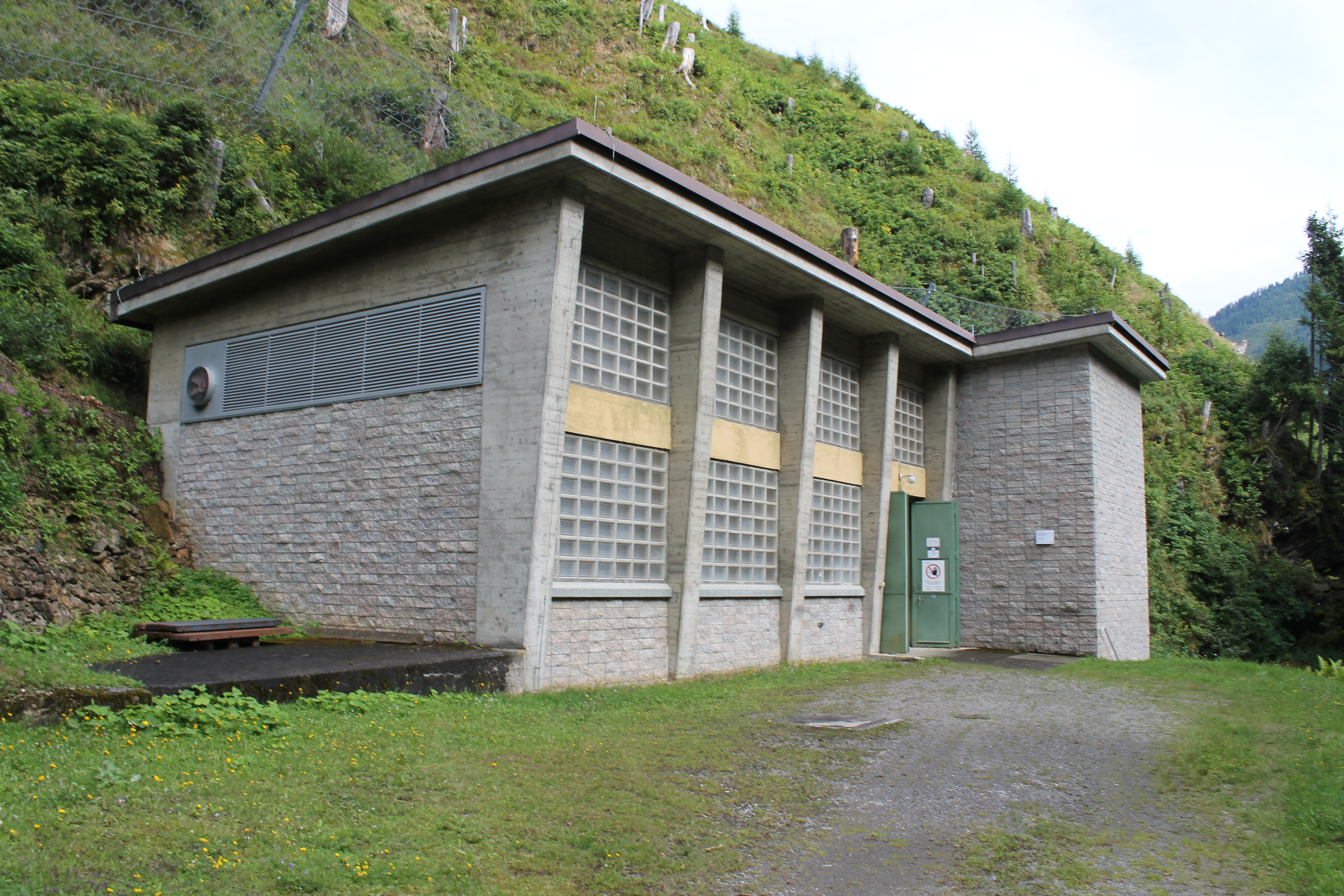
Kraftwerk Niklai (2023)

Das Kraftwerk Niklai oder Nigglai befindet sich im Gemeindegebiet von Sachsenburg im Niklaibach-Graben auf einer Höhe von 1.203,90 Metern und ist ein Laufkraftwerk, welches 1960 in Betrieb genommen wurde. Es ist eine Zwischenstufe des Tagesspeichers Kreuzeck, für das Wasser aus dem Gnoppnitzbach, dem Grabach und dem Niklaibach gefasst wird. Unterbecken ist der Tagesspeicher Roßwiese. Dadurch ergibt sich eine Nennleistung von 1.635 kW und eine Erzeugung im Regeljahr von 7 GWh bei einer Rohfallhöhe von etwa 57 Metern. Es ist mit zwei horizontalachsigen Francisturbinen ausgestattet. Die gewonnene Energie deckt den Eigenbedarf der Kraftwerksgruppe Reißeck-Kreuzeck.

#### Mühldorf

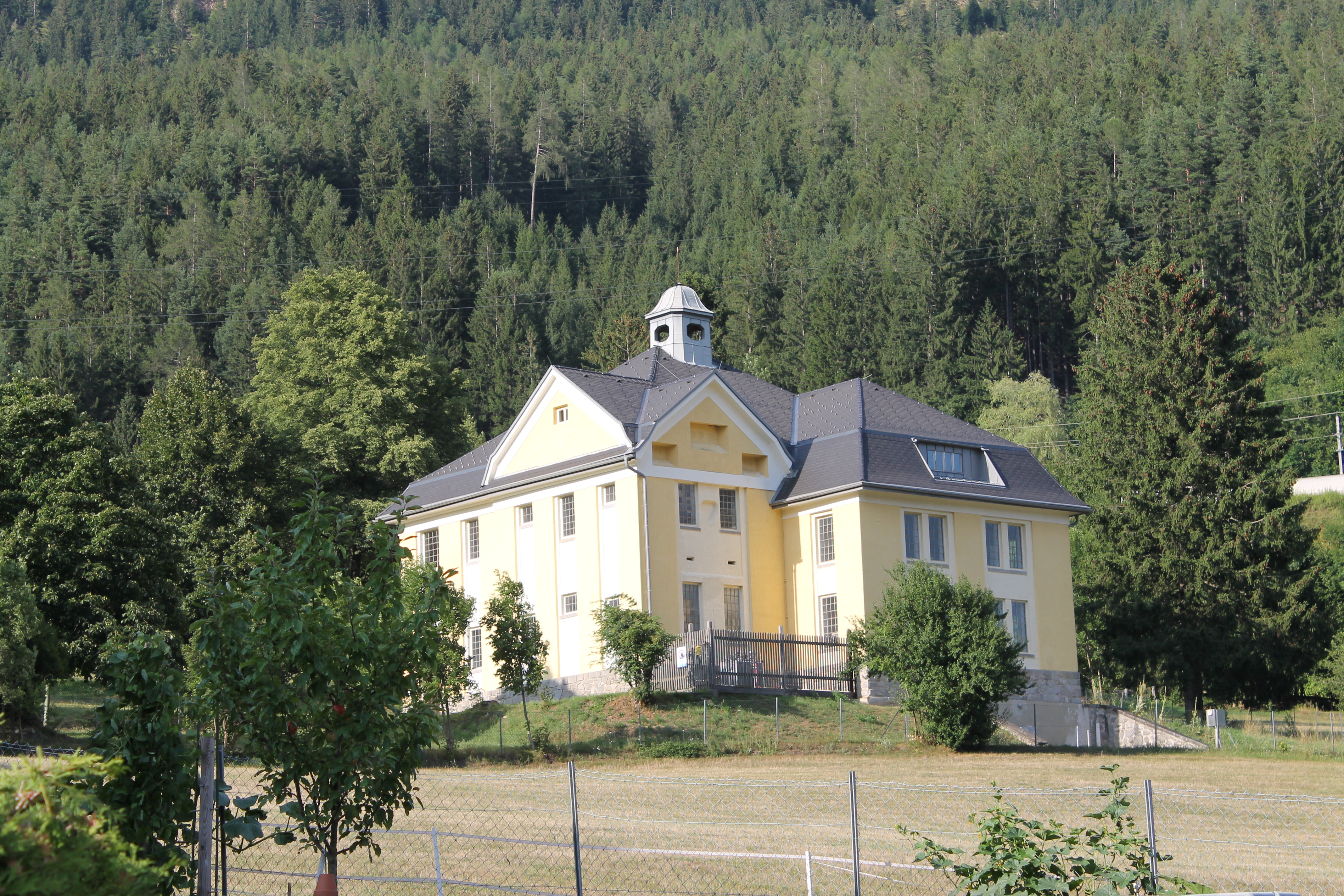
Kraftwerk Mühldorf (2019)

Das Kraftwerk Mühldorf liegt am nördlichen Rand der Gemeinde Mühldorf knapp unterhalb der Tauernbahn auf ungefähr 640 Metern Höhe und ist das älteste Kraftwerk der Kraftwerksgruppe. Es geht auf Planungen bis vor dem Ersten Weltkrieg zurück und sollte damals den Baustrom für die anderen Kraftwerke liefern. Schließlich wurde es von 1922 bis 1924 durch die Treibacher Chemische Werke Ges.m.b.H. (TCW) errichtet, Planer war Franz Wallack. 1926 ging das Kraftwerk an die TCW-Tochter Mühldorfer Wasserkraftwerke AG (MÜWAG), welche es 1951 an die Österreichische Draukraftwerke AG übergab, nachdem die Ausbauwassermenge durch die Errichtung des Jahresspeichers Reißeck reduziert worden war. Das Triebwasser wird auf einer Höhe von 720,67 m im Mühldorfer Seebach gefasst und durch einen unterirdischen Oberwasserkanal zum Wasserschloss auf 716,6 m geleitet, wo der Druckstollen beginnt. Daraus und aus der Höhe des Kraftwerks ergibt sich eine errechnete Rohfallhöhe von knapp 80  m. Seit 1951 wird zudem Wasser aus dem Auernigbach von der anderen Hangseite des Mölltals beigeleitet. Das Kraftwerk verfügt über zwei horizontalachsige Francisturbinen. Die Nennleistung beträgt 900 kW und die Erzeugung im Regeljahr 1,9 GWh.

#### Mühlbach

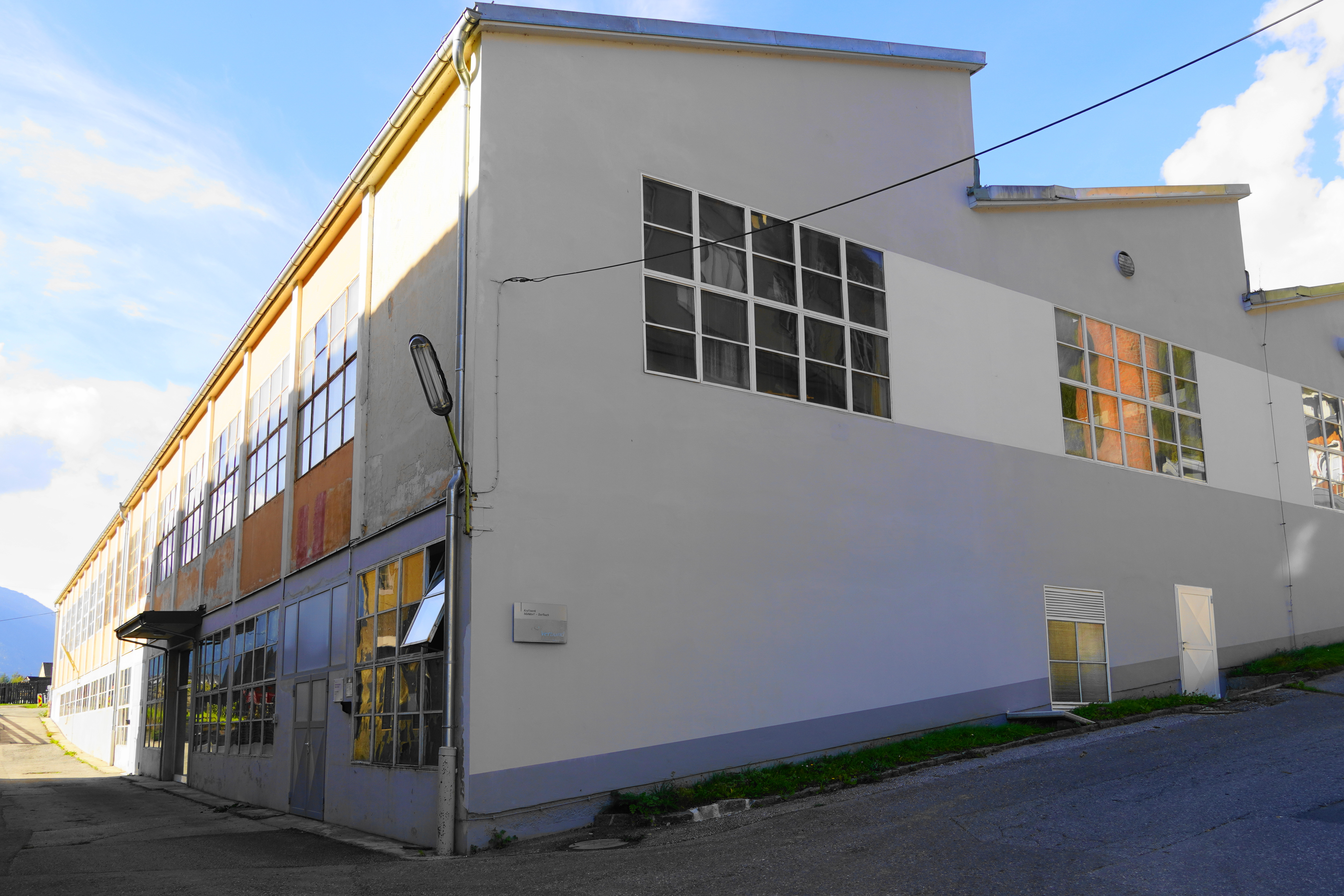
Kraftwerk Mühlbach (2022)

Entlang der Mühldorfer Bäche befinden sich noch weitere Kleinkraftwerke, eines davon befindet sich in der ehemaligen Lodenfabrik Hopfgartner, die es auch plante; die Errichtung war 1960. Heute wird dieses Kraftwerk Mühlbach ebenfalls vom Verbund betrieben, der Kraftwerksgruppe Malta-Reißeck zugeordnet und von der Zentralwarte der Malta-Hauptstufe überwacht. Die Maximalleistung beträgt mindestens 45,3 kW. Auf einem Schild wird es Kraftwerk Mühldorf - Dorfbach genannt.

#### Steinfeld

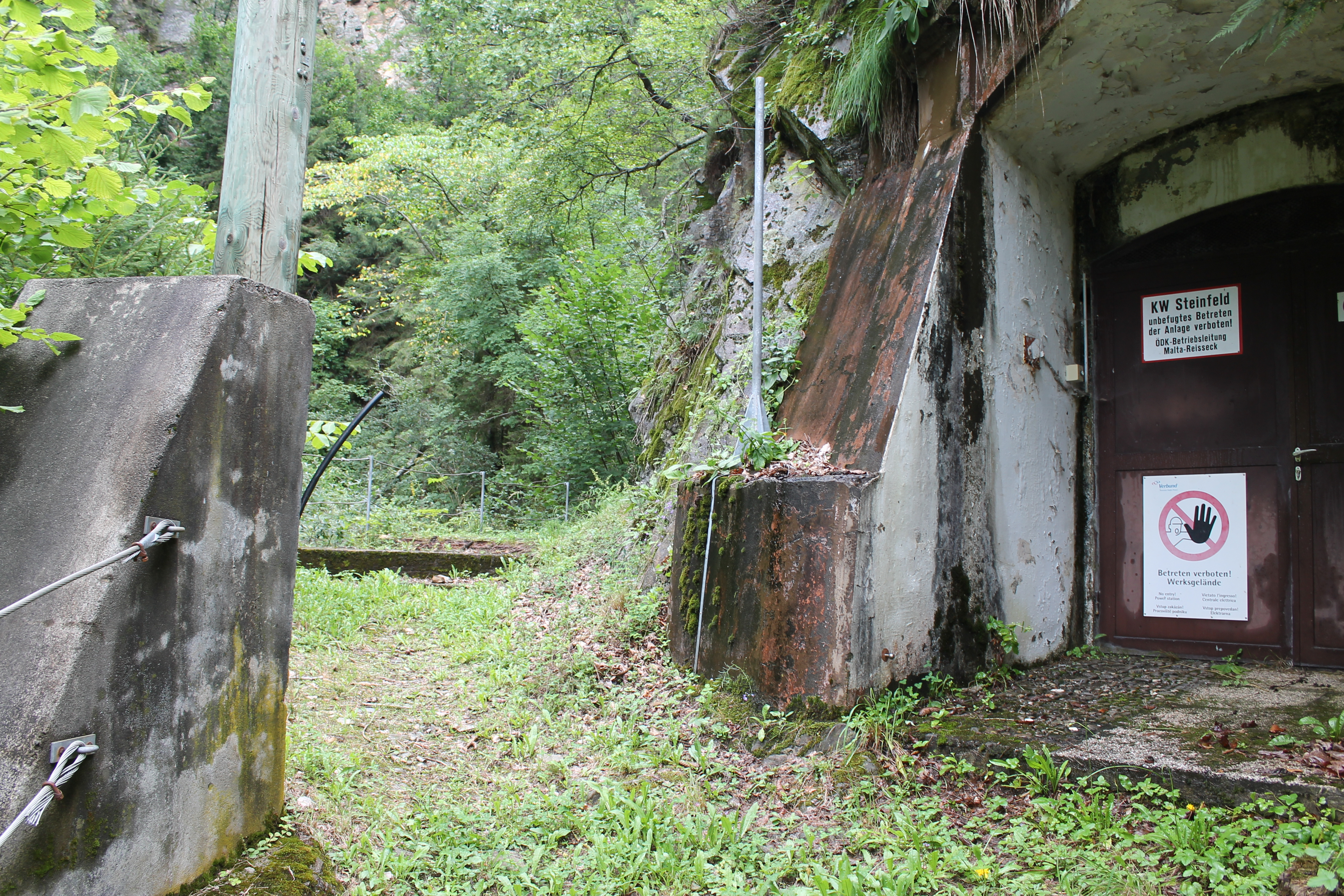
Zugang zum Kavernenkraftwerk Steinfeld (2020)

Das Kleinkraftwerk Steinfeld befindet sich am Grabach, einem linken Nebenfluss der Drau, in der Gemeinde Steinfeld. Ein Vorgängerbau wurde ab 1924 durch eine Genossenschaft aus Steinfeld und vier weiteren Gemeinden gebaut, aber 1935 durch einen Bergsturz zerstört. 1936 begann unter der Beteiligung zweier weiterer Gemeinden der Bau des heutigen Kraftwerks, nun als sichere Kaverne im Berg. 1947 wechselte der Besitz durch Verstaatlichung zur Kärntner Elektrizitäts-AG (KELAG). Seit 1956 wird ein Teil des Wassers des Grabaches für den Tagesspeicher Reißeck-Kreuzeck abgeleitet, daher wurde das Kraftwerk an die Österreichische Draukraftwerke AG verkauft. 1995 wurde einer der beiden Maschinensätze stillgelegt. Die Maximalleistung des verbliebenen Maschinensatzes mit horizontalachsiger Francisturbine beträgt 132 kW; die Erzeugung im Regeljahr 493 MWh. Im Februar 2019 postete der Verbund auf Facebook, dass das Kraftwerk nach einem 2014 erfolgten Steinschlag stillgelegt wurde. 2020 wurde das „beschädigt[e] und sanierungsbedürftig[e]“ Kraftwerk verkauft.

#### Kolbnitz Trinkwasser

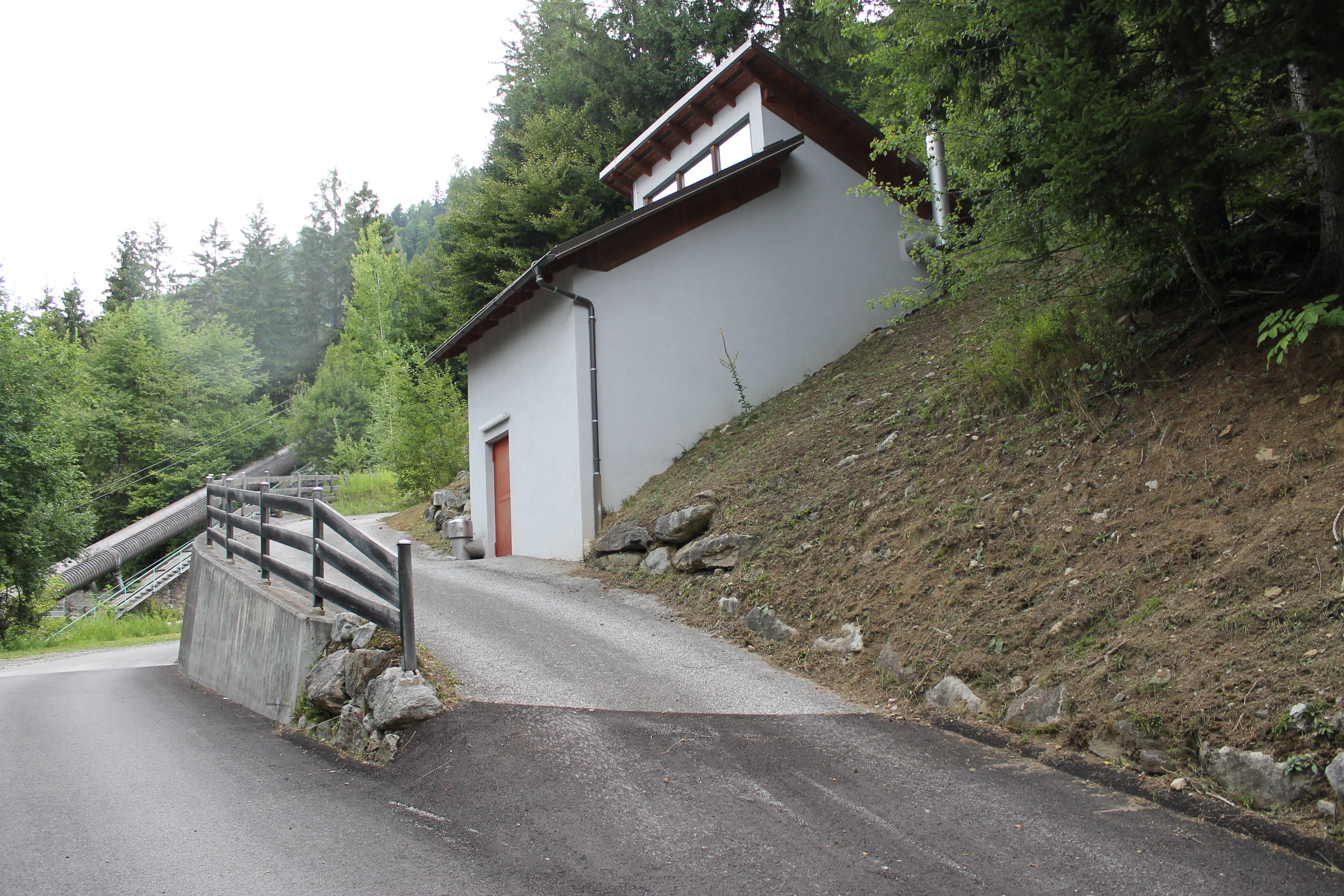
Kraftwerk Kolbnitz Trinkwasser, im Hintergrund die Druckrohrleitungen der Reißeck-Speicher (2019)

Das Laufkraftwerk Kolbnitz Trinkwasser wurde durch die Verbund AG gebaut, als für Kolbnitz eine Trinkwasserleitung errichtet wurde, welche die bisherige Versorgung mit Bachwasser ablöste und ging 2005 in Betrieb. Das Wasser wird aus vier Quellen auf einer Höhe von 1.288,60 Metern zum Trinkwasserkraftwerk auf 819,00 Metern geleitet, dort erzeugt ein Maschinensatz mit horizontalachsiger Peltonturbine und einer Leistung von 30 kW durchschnittlich 252 MWh elektrische Energie pro Jahr. Anschließend durchläuft das Wasser eine Entsäuerungsanlage und wird im Hochbehälter Zandlach gesammelt. Die Kraftstation liegt weniger als vierzig Meter von den Reißeck-Druckrohrleitungen entfernt, nutzt Stollen der anderen Kraftwerke und wird aus der Zentralwarte Malta-Hauptstufe überwacht.

## Tabellarische Übersicht

### Stauseen
| Namen                  | Lage                             | Seentyp                                             | System                             | Nutzinhalt   | Stauziel         | Absenkziel      |
| ---------------------- | -------------------------------- | --------------------------------------------------- | ---------------------------------- | ------------ | ---------------- | --------------- |
| Großer Mühldorfer See  | 46° 55′ 3,3″ N, 13° 22′ 31,5″ O  | Karsee vergrößert durch Staumauer                   | Reißeck-Jahresspeicher, Reißeck II | 7,8 Mio. m³  | 2.319 m ü. A.    | 2.255 m ü. A.   |
| Hochalmsee             | 46° 56′ 58,1″ N, 13° 20′ 20,6″ O | Karsee vergrößert durch Staumauer und -damm         | Reißeck-Jahresspeicher             | 4,1 Mio. m³  | 2.379 m ü. A.    | 2.330 m ü. A.   |
| Kleiner Mühldorfer See | 46° 55′ 26,2″ N, 13° 22′ 3,6″ O  | Karsee vergrößert durch Staumauer                   | Reißeck-Jahresspeicher             | 2,8 Mio. m³  | 2.379 m ü. A.    | 2.335 m ü. A.   |
| Radlsee                | 46° 56′ 23,3″ N, 13° 22′ 19,4″ O | Karsee vergrößert durch Staudamm                    | Reißeck-Jahresspeicher             | 2,5 Mio. m³  | 2.399 m ü. A.    | 2.354 m ü. A.   |
| Kesselesee             | 46° 56′ 25,4″ N, 13° 21′ 10″ O   | Karsee ohne Staumauer                               | Reißeck-Jahresspeicher             | << 1 Mio. m³ | 2.396,40 m ü. A. |                 |
| Quarzsee               |                                  | Karsee ohne Staumauer                               | Reißeck-Jahresspeicher             | << 1 Mio. m³ | 2.384 m ü. A.    |                 |
| Speicher Galgenbichl   | 47° 4′ 14,9″ N, 13° 20′ 52,4″ O  | Stausee                                             | Malta-Hauptstufe, Reißeck II       | 4,4 Mio. m³  | 1.707 m ü. A.    | 1.680 m ü. A.   |
| Speicher Gößkar        | 46° 58′ 58,4″ N, 13° 19′ 42,5″ O | Stausee                                             | Malta-Hauptstufe, Reißeck II       | 1,8 Mio. m³  | 1.707 m ü. A.    | 1.680 m ü. A.   |
| Speicher Gondelwiese   | 46° 52′ 52,2″ N, 13° 20′ 13,8″ O | Beton-Speicherbecken                                | Reißeck-Tagesspeicher              | 0,04 Mio. m³ | 1.288,5 m ü. A.  | 1.280,5 m ü. A. |
| Speicher Roßwiese      | 46° 51′ 37,3″ N, 13° 18′ 19,1″ O | Speicherbecken mit Erddamm und Asphaltbetondichtung | Kreuzeck-Tagesspeicher             | 0,2 Mio. m³  | 1.194 m ü. A.    | 1.180 m ü. A.   |

### Maschinentechnische Anlagen
| Namen                                       | Lage                             | Anlagentyp                                | Regelarbeits- vermögen in GWh | Leistung in MW | Turbinen bzw. Pumpen                                      | Mittlere Rohfallhöhe | Ausbauwasser- menge                         | Inbetriebnahme                                       |
| ------------------------------------------- | -------------------------------- | ----------------------------------------- | ----------------------------- | -------------- | --------------------------------------------------------- | -------------------- | ------------------------------------------- | ---------------------------------------------------- |
| Jahresspeicher Reißeck (Krafthaus Kolbnitz) | 46° 52′ 19,9″ N, 13° 18′ 43,7″ O | Speicherkraftwerk                         | 055,334                       | 068,000        | 3 horizontalachsige Peltonturbinen                        | 1.772,5 m            | 4,5 m³/s                                    | 1957                                                 |
| Tagesspeicher Reißeck (Krafthaus Kolbnitz)  | 46° 52′ 19,9″ N, 13° 18′ 43,7″ O | Speicherkraftwerk                         | 053,716                       | 023,200        | 2 horizontalachsige Peltonturbinen                        | 678,5 m              | 5 m³/s                                      | 1950                                                 |
| Tagesspeicher Kreuzeck (Krafthaus Kolbnitz) | 46° 52′ 19,9″ N, 13° 18′ 43,7″ O | Speicherkraftwerk                         | 154,531                       | 045,000        | 2 horizontalachsige Peltonturbinen                        | 587,5 m              | 9 m³/s                                      | 1958                                                 |
| Reißeck II                                  | 46° 53′ 35,9″ N, 13° 20′ 35,4″ O | Pumpspeicherwerk                          |                               | 430,000        | 2 vertikalachsige Francis-Pumpturbinen                    | 595 m                | 80 m³/s Turbinenbetrieb 70 m³/s Pumpbetrieb | 2016                                                 |
| Reißeck II plus                             | 46° 55′ 11,1″ N, 13° 22′ 5,1″ O  | Pumpspeicherwerk                          |                               | 045,000        | 2 Pumpturbinen                                            | ca. 80 m             | ca. 50 m³/s                                 | 2024 geplant                                         |
| Kleinkraftwerk Niklai                       | 46° 49′ 24,8″ N, 13° 17′ 45″ O   | Laufwasserkraftwerk                       | 007,000                       | 001,635        | 2 horizontalachsige Francisturbinen                       | 56,9 m               | max. 6 m³/s                                 | 1960                                                 |
| Kleinkraftwerk Mühldorf                     | 46° 51′ 37,4″ N, 13° 20′ 55,1″ O | Laufwasserkraftwerk                       | 001,900                       | 000,900        | 2 horizontalachsige Francisturbinen                       | ca. 80 m             |                                             | 1925                                                 |
| Kleinkraftwerk Mühlbach                     | 46° 51′ 29,8″ N, 13° 21′ 3,5″ O  | Laufwasserkraftwerk                       |                               | mind. 000,0453 |                                                           |                      |                                             | 1960                                                 |
| Kleinkraftwerk Steinfeld                    | 46° 45′ 48″ N, 13° 14′ 54,7″ O   | Laufwasserkraftwerk                       | 000,493                       | 000,132        | 1 horizontalachsige Francisturbine                        |                      |                                             | 1936 nach Steinschlag 2014 stillgelegt 2020 verkauft |
| Kleinkraftwerk Kolbnitz Trinkwasser         | 46° 52′ 55,4″ N, 13° 19′ 2,9″ O  | Laufwasserkraftwerk, Trinkwasserkraftwerk | 000,252                       | 000,030        | 1 horizontalachsige Peltonturbine                         | max. 469,6 m         |                                             | 2005                                                 |
| Pumpstation Hattelberg                      | 46° 53′ 11,7″ N, 13° 19′ 7,3″ O  | Pumpwerk                                  |                               | 018,600        | 3 horizontalachsige, achtstufige Hochdruck-Speicherpumpen | [ A 5 ]              | 1,35 m³/s                                   | 1957                                                 |